# Lista de asteroides (61001-62000)
Esta é uma lista parcial de asteroides, do asteroide número 61001 até o 62000, inclusive. Veja também o índice com todas as listas disponíveis.

| Objeto Próximos à Terra | Cinturão de asteroides (interno) | Cinturão de asteroides (externo) | Centauro       |
| Cruzador de Marte       | Cinturão de asteroides (meio)    | Troianos de Júpiter              | Transnetuniano |

Veja mais dados de cada asteroide na ligação externa para o Minor Planet Center na última coluna.
Índice: 61001... 61101... 61201... 61301... 61401... 61501... 61601... 61701... 61801... 61901... 

## 61001–61100
| Designação | Designação | Descoberta  | Descoberta    | Descobridor(es) | Categoria | Mais informações / Referência |
| Permanente | Provisória | Data        | Local         | Descobridor(es) | Categoria | Mais informações / Referência |
| ---------- | ---------- | ----------- | ------------- | --------------- | --------- | ----------------------------- |
| 61001      | 2000 KJ31  | 28 mai 2000 | Socorro       | LINEAR          | —         | MPC                           |
| 61002      | 2000 KS32  | 28 mai 2000 | Socorro       | LINEAR          | —         | MPC                           |
| 61003      | 2000 KU32  | 28 mai 2000 | Socorro       | LINEAR          | —         | MPC                           |
| 61004      | 2000 KH33  | 28 mai 2000 | Socorro       | LINEAR          | —         | MPC                           |
| 61005      | 2000 KA35  | 27 mai 2000 | Socorro       | LINEAR          | —         | MPC                           |
| 61006      | 2000 KR35  | 27 mai 2000 | Socorro       | LINEAR          | —         | MPC                           |
| 61007      | 2000 KV35  | 27 mai 2000 | Socorro       | LINEAR          | —         | MPC                           |
| 61008      | 2000 KE36  | 27 mai 2000 | Socorro       | LINEAR          | —         | MPC                           |
| 61009      | 2000 KH36  | 27 mai 2000 | Socorro       | LINEAR          | —         | MPC                           |
| 61010      | 2000 KR36  | 28 mai 2000 | Socorro       | LINEAR          | —         | MPC                           |
| 61011      | 2000 KJ40  | 26 mai 2000 | Kitt Peak     | Spacewatch      | —         | MPC                           |
| 61012      | 2000 KP41  | 27 mai 2000 | Socorro       | LINEAR          | —         | MPC                           |
| 61013      | 2000 KR41  | 27 mai 2000 | Socorro       | LINEAR          | —         | MPC                           |
| 61014      | 2000 KV41  | 27 mai 2000 | Socorro       | LINEAR          | —         | MPC                           |
| 61015      | 2000 KJ42  | 28 mai 2000 | Socorro       | LINEAR          | —         | MPC                           |
| 61016      | 2000 KT42  | 25 mai 2000 | Kitt Peak     | Spacewatch      | —         | MPC                           |
| 61017      | 2000 KX42  | 25 mai 2000 | Kitt Peak     | Spacewatch      | —         | MPC                           |
| 61018      | 2000 KA46  | 30 mai 2000 | Kitt Peak     | Spacewatch      | —         | MPC                           |
| 61019      | 2000 KU46  | 27 mai 2000 | Socorro       | LINEAR          | —         | MPC                           |
| 61020      | 2000 KC47  | 27 mai 2000 | Socorro       | LINEAR          | —         | MPC                           |
| 61021      | 2000 KS49  | 30 mai 2000 | Kitt Peak     | Spacewatch      | —         | MPC                           |
| 61022      | 2000 KY49  | 30 mai 2000 | Kitt Peak     | Spacewatch      | —         | MPC                           |
| 61023      | 2000 KV50  | 28 mai 2000 | Socorro       | LINEAR          | —         | MPC                           |
| 61024      | 2000 KJ52  | 23 mai 2000 | Anderson Mesa | LONEOS          | Brangane  | MPC                           |
| 61025      | 2000 KU52  | 25 mai 2000 | Anderson Mesa | LONEOS          | —         | MPC                           |
| 61026      | 2000 KG53  | 28 mai 2000 | Socorro       | LINEAR          | —         | MPC                           |
| 61027      | 2000 KP53  | 29 mai 2000 | Socorro       | LINEAR          | —         | MPC                           |
| 61028      | 2000 KR53  | 29 mai 2000 | Socorro       | LINEAR          | —         | MPC                           |
| 61029      | 2000 KG55  | 27 mai 2000 | Socorro       | LINEAR          | —         | MPC                           |
| 61030      | 2000 KN55  | 27 mai 2000 | Socorro       | LINEAR          | —         | MPC                           |
| 61031      | 2000 KQ55  | 27 mai 2000 | Socorro       | LINEAR          | —         | MPC                           |
| 61032      | 2000 KC56  | 27 mai 2000 | Socorro       | LINEAR          | —         | MPC                           |
| 61033      | 2000 KG56  | 27 mai 2000 | Socorro       | LINEAR          | —         | MPC                           |
| 61034      | 2000 KX56  | 27 mai 2000 | Socorro       | LINEAR          | —         | MPC                           |
| 61035      | 2000 KN57  | 24 mai 2000 | Kitt Peak     | Spacewatch      | —         | MPC                           |
| 61036      | 2000 KC59  | 24 mai 2000 | Kitt Peak     | Spacewatch      | —         | MPC                           |
| 61037      | 2000 KG59  | 24 mai 2000 | Kitt Peak     | Spacewatch      | —         | MPC                           |
| 61038      | 2000 KU59  | 25 mai 2000 | Anderson Mesa | LONEOS          | —         | MPC                           |
| 61039      | 2000 KW59  | 25 mai 2000 | Anderson Mesa | LONEOS          | —         | MPC                           |
| 61040      | 2000 KQ60  | 25 mai 2000 | Anderson Mesa | LONEOS          | —         | MPC                           |
| 61041      | 2000 KR60  | 25 mai 2000 | Anderson Mesa | LONEOS          | —         | MPC                           |
| 61042      | 2000 KB61  | 25 mai 2000 | Anderson Mesa | LONEOS          | —         | MPC                           |
| 61043      | 2000 KJ61  | 25 mai 2000 | Anderson Mesa | LONEOS          | —         | MPC                           |
| 61044      | 2000 KT62  | 26 mai 2000 | Anderson Mesa | LONEOS          | —         | MPC                           |
| 61045      | 2000 KU62  | 26 mai 2000 | Anderson Mesa | LONEOS          | —         | MPC                           |
| 61046      | 2000 KB63  | 26 mai 2000 | Anderson Mesa | LONEOS          | —         | MPC                           |
| 61047      | 2000 KJ63  | 26 mai 2000 | Anderson Mesa | LONEOS          | —         | MPC                           |
| 61048      | 2000 KV63  | 26 mai 2000 | Anderson Mesa | LONEOS          | —         | MPC                           |
| 61049      | 2000 KF65  | 27 mai 2000 | Socorro       | LINEAR          | —         | MPC                           |
| 61050      | 2000 KM72  | 28 mai 2000 | Socorro       | LINEAR          | —         | MPC                           |
| 61051      | 2000 KC73  | 28 mai 2000 | Anderson Mesa | LONEOS          | —         | MPC                           |
| 61052      | 2000 KF73  | 28 mai 2000 | Anderson Mesa | LONEOS          | Chloris   | MPC                           |
| 61053      | 2000 KQ73  | 27 mai 2000 | Socorro       | LINEAR          | —         | MPC                           |
| 61054      | 2000 KR74  | 27 mai 2000 | Socorro       | LINEAR          | —         | MPC                           |
| 61055      | 2000 KJ75  | 27 mai 2000 | Socorro       | LINEAR          | —         | MPC                           |
| 61056      | 2000 KN75  | 27 mai 2000 | Socorro       | LINEAR          | —         | MPC                           |
| 61057      | 2000 KD76  | 27 mai 2000 | Anderson Mesa | LONEOS          | —         | MPC                           |
| 61058      | 2000 KT78  | 27 mai 2000 | Socorro       | LINEAR          | —         | MPC                           |
| 61059      | 2000 LX    | 2 jun 2000  | Kitt Peak     | Spacewatch      | —         | MPC                           |
| 61060      | 2000 LH1   | 2 jun 2000  | Črni Vrh      | Črni Vrh        | —         | MPC                           |
| 61061      | 2000 LX1   | 4 jun 2000  | Socorro       | LINEAR          | —         | MPC                           |
| 61062      | 2000 LF2   | 3 jun 2000  | Prescott      | P. G. Comba     | —         | MPC                           |
| 61063      | 2000 LN4   | 4 jun 2000  | Socorro       | LINEAR          | —         | MPC                           |
| 61064      | 2000 LW4   | 5 jun 2000  | Socorro       | LINEAR          | —         | MPC                           |
| 61065      | 2000 LE5   | 5 jun 2000  | Socorro       | LINEAR          | —         | MPC                           |
| 61066      | 2000 LV5   | 4 jun 2000  | Reedy Creek   | J. Broughton    | —         | MPC                           |
| 61067      | 2000 LQ6   | 6 jun 2000  | Prescott      | P. G. Comba     | —         | MPC                           |
| 61068      | 2000 LR6   | 6 jun 2000  | Prescott      | P. G. Comba     | —         | MPC                           |
| 61069      | 2000 LS7   | 5 jun 2000  | Socorro       | LINEAR          | —         | MPC                           |
| 61070      | 2000 LV7   | 5 jun 2000  | Socorro       | LINEAR          | —         | MPC                           |
| 61071      | 2000 LS8   | 5 jun 2000  | Socorro       | LINEAR          | —         | MPC                           |
| 61072      | 2000 LW8   | 5 jun 2000  | Socorro       | LINEAR          | —         | MPC                           |
| 61073      | 2000 LB9   | 5 jun 2000  | Socorro       | LINEAR          | —         | MPC                           |
| 61074      | 2000 LR9   | 5 jun 2000  | Socorro       | LINEAR          | —         | MPC                           |
| 61075      | 2000 LQ10  | 1 jun 2000  | Socorro       | LINEAR          | —         | MPC                           |
| 61076      | 2000 LP14  | 7 jun 2000  | Socorro       | LINEAR          | Phocaea   | MPC                           |
| 61077      | 2000 LU15  | 7 jun 2000  | Kitt Peak     | Spacewatch      | —         | MPC                           |
| 61078      | 2000 LZ15  | 6 jun 2000  | Anderson Mesa | LONEOS          | —         | MPC                           |
| 61079      | 2000 LY17  | 8 jun 2000  | Socorro       | LINEAR          | —         | MPC                           |
| 61080      | 2000 LW19  | 8 jun 2000  | Socorro       | LINEAR          | —         | MPC                           |
| 61081      | 2000 LZ19  | 8 jun 2000  | Socorro       | LINEAR          | —         | MPC                           |
| 61082      | 2000 LB20  | 8 jun 2000  | Socorro       | LINEAR          | —         | MPC                           |
| 61083      | 2000 LE20  | 8 jun 2000  | Socorro       | LINEAR          | —         | MPC                           |
| 61084      | 2000 LF20  | 8 jun 2000  | Socorro       | LINEAR          | —         | MPC                           |
| 61085      | 2000 LL21  | 8 jun 2000  | Socorro       | LINEAR          | —         | MPC                           |
| 61086      | 2000 LU21  | 8 jun 2000  | Socorro       | LINEAR          | —         | MPC                           |
| 61087      | 2000 LY21  | 8 jun 2000  | Socorro       | LINEAR          | —         | MPC                           |
| 61088      | 2000 LZ21  | 8 jun 2000  | Socorro       | LINEAR          | —         | MPC                           |
| 61089      | 2000 LO22  | 6 jun 2000  | Kitt Peak     | Spacewatch      | Brangane  | MPC                           |
| 61090      | 2000 LN23  | 1 jun 2000  | Socorro       | LINEAR          | —         | MPC                           |
| 61091      | 2000 LU27  | 6 jun 2000  | Anderson Mesa | LONEOS          | —         | MPC                           |
| 61092      | 2000 LV27  | 6 jun 2000  | Anderson Mesa | LONEOS          | —         | MPC                           |
| 61093      | 2000 LW27  | 6 jun 2000  | Anderson Mesa | LONEOS          | —         | MPC                           |
| 61094      | 2000 LH28  | 6 jun 2000  | Anderson Mesa | LONEOS          | —         | MPC                           |
| 61095      | 2000 LP28  | 9 jun 2000  | Anderson Mesa | LONEOS          | —         | MPC                           |
| 61096      | 2000 LS28  | 9 jun 2000  | Anderson Mesa | LONEOS          | —         | MPC                           |
| 61097      | 2000 LT28  | 12 jun 2000 | Socorro       | LINEAR          | Juno      | MPC                           |
| 61098      | 2000 LY28  | 6 jun 2000  | Anderson Mesa | LONEOS          | —         | MPC                           |
| 61099      | 2000 LG29  | 11 jun 2000 | Anderson Mesa | LONEOS          | —         | MPC                           |
| 61100      | 2000 LJ29  | 11 jun 2000 | Anderson Mesa | LONEOS          | —         | MPC                           |

## 61101–61200
| Designação       | Designação | Descoberta  | Descoberta       | Descobridor(es)        | Categoria | Mais informações / Referência |
| Permanente       | Provisória | Data        | Local            | Descobridor(es)        | Categoria | Mais informações / Referência |
| ---------------- | ---------- | ----------- | ---------------- | ---------------------- | --------- | ----------------------------- |
| 61101            | 2000 LD30  | 7 jun 2000  | Socorro          | LINEAR                 | —         | MPC                           |
| 61102            | 2000 LM30  | 7 jun 2000  | Anderson Mesa    | LONEOS                 | —         | MPC                           |
| 61103            | 2000 LP30  | 9 jun 2000  | Haleakalā        | NEAT                   | —         | MPC                           |
| 61104            | 2000 LU30  | 10 jun 2000 | Socorro          | LINEAR                 | —         | MPC                           |
| 61105            | 2000 LN31  | 5 jun 2000  | Anderson Mesa    | LONEOS                 | —         | MPC                           |
| 61106            | 2000 LQ31  | 5 jun 2000  | Anderson Mesa    | LONEOS                 | —         | MPC                           |
| 61107            | 2000 LR31  | 5 jun 2000  | Anderson Mesa    | LONEOS                 | —         | MPC                           |
| 61108            | 2000 LT31  | 5 jun 2000  | Anderson Mesa    | LONEOS                 | —         | MPC                           |
| 61109            | 2000 LU31  | 5 jun 2000  | Anderson Mesa    | LONEOS                 | —         | MPC                           |
| 61110            | 2000 LC32  | 5 jun 2000  | Anderson Mesa    | LONEOS                 | —         | MPC                           |
| 61111            | 2000 LD33  | 4 jun 2000  | Kitt Peak        | Spacewatch             | —         | MPC                           |
| 61112            | 2000 LO33  | 4 jun 2000  | Haleakalā        | NEAT                   | —         | MPC                           |
| 61113            | 2000 LP33  | 4 jun 2000  | Haleakala        | NEAT                   | —         | MPC                           |
| 61114            | 2000 LJ34  | 3 jun 2000  | Anderson Mesa    | LONEOS                 | —         | MPC                           |
| 61115            | 2000 LQ34  | 3 jun 2000  | Anderson Mesa    | LONEOS                 | —         | MPC                           |
| 61116            | 2000 LT34  | 3 jun 2000  | Kitt Peak        | Spacewatch             | —         | MPC                           |
| 61117            | 2000 LX34  | 1 jun 2000  | Haleakalā        | NEAT                   | —         | MPC                           |
| 61118            | 2000 LV35  | 1 jun 2000  | Anderson Mesa    | LONEOS                 | —         | MPC                           |
| 61119            | 2000 LJ36  | 1 jun 2000  | Haleakalā        | NEAT                   | —         | MPC                           |
| 61120            | 2000 LL36  | 1 jun 2000  | Haleakala        | NEAT                   | —         | MPC                           |
| 61121            | 2000 MU    | 23 jun 2000 | Reedy Creek      | J. Broughton           | —         | MPC                           |
| 61122            | 2000 MM1   | 25 jun 2000 | Socorro          | LINEAR                 | —         | MPC                           |
| 61123            | 2000 MN1   | 25 jun 2000 | Socorro          | LINEAR                 | —         | MPC                           |
| 61124            | 2000 MX1   | 27 jun 2000 | Reedy Creek      | J. Broughton           | —         | MPC                           |
| 61125            | 2000 MK2   | 24 jun 2000 | Haleakalā        | NEAT                   | —         | MPC                           |
| 61126            | 2000 MN4   | 25 jun 2000 | Socorro          | LINEAR                 | Eos       | MPC                           |
| 61127            | 2000 MH5   | 26 jun 2000 | Socorro          | LINEAR                 | —         | MPC                           |
| 61128            | 2000 MB6   | 24 jun 2000 | Socorro          | LINEAR                 | —         | MPC                           |
| 61129            | 2000 MD6   | 24 jun 2000 | Socorro          | LINEAR                 | —         | MPC                           |
| 61130            | 2000 NK    | 2 jul 2000  | Prescott         | P. G. Comba            | —         | MPC                           |
| 61131            | 2000 NN1   | 3 jul 2000  | Kitt Peak        | Spacewatch             | —         | MPC                           |
| 61132            | 2000 NC2   | 5 jul 2000  | Reedy Creek      | J. Broughton           | —         | MPC                           |
| 61133            | 2000 NL2   | 5 jul 2000  | Prescott         | P. G. Comba            | —         | MPC                           |
| 61134            | 2000 NP2   | 3 jul 2000  | Socorro          | LINEAR                 | —         | MPC                           |
| 61135            | 2000 NT2   | 5 jul 2000  | Ondřejov         | P. Kušnirák, P. Pravec | —         | MPC                           |
| 61136            | 2000 NC4   | 3 jul 2000  | Kitt Peak        | Spacewatch             | —         | MPC                           |
| 61137            | 2000 NR4   | 3 jul 2000  | Kitt Peak        | Spacewatch             | —         | MPC                           |
| 61138            | 2000 NX4   | 7 jul 2000  | Socorro          | LINEAR                 | —         | MPC                           |
| 61139            | 2000 NO5   | 7 jul 2000  | Socorro          | LINEAR                 | —         | MPC                           |
| 61140            | 2000 NR5   | 8 jul 2000  | Socorro          | LINEAR                 | —         | MPC                           |
| 61141            | 2000 NZ5   | 8 jul 2000  | Bisei SG Center  | BATTeRS                | Phocaea   | MPC                           |
| 61142            | 2000 NW6   | 4 jul 2000  | Kitt Peak        | Spacewatch             | —         | MPC                           |
| 61143            | 2000 ND7   | 4 jul 2000  | Kitt Peak        | Spacewatch             | —         | MPC                           |
| 61144            | 2000 NW8   | 5 jul 2000  | Goodricke-Pigott | R. A. Tucker           | —         | MPC                           |
| 61145            | 2000 NX8   | 7 jul 2000  | Socorro          | LINEAR                 | —         | MPC                           |
| 61146            | 2000 NO10  | 10 jul 2000 | Valinhos         | P. R. Holvorcem        | —         | MPC                           |
| 61147            | 2000 ND11  | 10 jul 2000 | Valinhos         | P. R. Holvorcem        | —         | MPC                           |
| 61148            | 2000 NL11  | 10 jul 2000 | Valinhos         | Valinhos Obs.          | Mitidika  | MPC                           |
| 61149            | 2000 NU11  | 4 jul 2000  | Anderson Mesa    | LONEOS                 | —         | MPC                           |
| 61150            | 2000 NV11  | 4 jul 2000  | Anderson Mesa    | LONEOS                 | —         | MPC                           |
| 61151            | 2000 NV12  | 5 jul 2000  | Anderson Mesa    | LONEOS                 | —         | MPC                           |
| 61152            | 2000 NE13  | 5 jul 2000  | Anderson Mesa    | LONEOS                 | —         | MPC                           |
| 61153            | 2000 NV13  | 5 jul 2000  | Anderson Mesa    | LONEOS                 | —         | MPC                           |
| 61154            | 2000 NW13  | 5 jul 2000  | Anderson Mesa    | LONEOS                 | —         | MPC                           |
| 61155            | 2000 NH14  | 5 jul 2000  | Anderson Mesa    | LONEOS                 | —         | MPC                           |
| 61156            | 2000 NJ14  | 5 jul 2000  | Anderson Mesa    | LONEOS                 | —         | MPC                           |
| 61157            | 2000 NE15  | 5 jul 2000  | Anderson Mesa    | LONEOS                 | —         | MPC                           |
| 61158            | 2000 NN15  | 5 jul 2000  | Anderson Mesa    | LONEOS                 | —         | MPC                           |
| 61159            | 2000 NZ16  | 5 jul 2000  | Anderson Mesa    | LONEOS                 | —         | MPC                           |
| 61160            | 2000 NH18  | 5 jul 2000  | Anderson Mesa    | LONEOS                 | —         | MPC                           |
| 61161            | 2000 NP18  | 5 jul 2000  | Anderson Mesa    | LONEOS                 | —         | MPC                           |
| 61162            | 2000 NV18  | 5 jul 2000  | Anderson Mesa    | LONEOS                 | —         | MPC                           |
| 61163            | 2000 NY18  | 5 jul 2000  | Anderson Mesa    | LONEOS                 | —         | MPC                           |
| 61164            | 2000 NM19  | 5 jul 2000  | Anderson Mesa    | LONEOS                 | —         | MPC                           |
| 61165            | 2000 NR19  | 5 jul 2000  | Anderson Mesa    | LONEOS                 | —         | MPC                           |
| 61166            | 2000 NU19  | 5 jul 2000  | Anderson Mesa    | LONEOS                 | —         | MPC                           |
| 61167            | 2000 NJ20  | 6 jul 2000  | Kitt Peak        | Spacewatch             | —         | MPC                           |
| 61168            | 2000 NU20  | 6 jul 2000  | Kitt Peak        | Spacewatch             | —         | MPC                           |
| 61169            | 2000 NY20  | 6 jul 2000  | Kitt Peak        | Spacewatch             | —         | MPC                           |
| 61170            | 2000 NZ20  | 6 jul 2000  | Kitt Peak        | Spacewatch             | —         | MPC                           |
| 61171            | 2000 NA21  | 6 jul 2000  | Anderson Mesa    | LONEOS                 | —         | MPC                           |
| 61172            | 2000 NE21  | 7 jul 2000  | Anderson Mesa    | LONEOS                 | —         | MPC                           |
| 61173            | 2000 NB22  | 7 jul 2000  | Socorro          | LINEAR                 | —         | MPC                           |
| 61174            | 2000 NN22  | 7 jul 2000  | Anderson Mesa    | LONEOS                 | —         | MPC                           |
| 61175            | 2000 NO22  | 7 jul 2000  | Anderson Mesa    | LONEOS                 | —         | MPC                           |
| 61176            | 2000 NZ22  | 5 jul 2000  | Kitt Peak        | Spacewatch             | —         | MPC                           |
| 61177            | 2000 NJ23  | 5 jul 2000  | Anderson Mesa    | LONEOS                 | —         | MPC                           |
| 61178            | 2000 NT23  | 5 jul 2000  | Kitt Peak        | Spacewatch             | Mitidika  | MPC                           |
| 61179            | 2000 NL24  | 4 jul 2000  | Anderson Mesa    | LONEOS                 | —         | MPC                           |
| 61180            | 2000 NQ24  | 4 jul 2000  | Anderson Mesa    | LONEOS                 | —         | MPC                           |
| 61181            | 2000 NT24  | 4 jul 2000  | Anderson Mesa    | LONEOS                 | —         | MPC                           |
| 61182            | 2000 NJ25  | 4 jul 2000  | Anderson Mesa    | LONEOS                 | —         | MPC                           |
| 61183            | 2000 NB26  | 4 jul 2000  | Anderson Mesa    | LONEOS                 | —         | MPC                           |
| 61184            | 2000 NO26  | 4 jul 2000  | Anderson Mesa    | LONEOS                 | —         | MPC                           |
| 61185            | 2000 NS26  | 4 jul 2000  | Anderson Mesa    | LONEOS                 | Brangane  | MPC                           |
| 61186            | 2000 NA27  | 4 jul 2000  | Anderson Mesa    | LONEOS                 | —         | MPC                           |
| 61187            | 2000 NM27  | 4 jul 2000  | Anderson Mesa    | LONEOS                 | —         | MPC                           |
| 61188            | 2000 NT27  | 4 jul 2000  | Anderson Mesa    | LONEOS                 | Mitidika  | MPC                           |
| 61189 Ohsadaharu | 2000 NE29  | 8 jul 2000  | Bisei SG Center  | BATTeRS                | —         | MPC                           |
| 61190 Johnschutt | 2000 NF29  | 1 jul 2000  | Anza             | M. Collins, M. White   | —         | MPC                           |
| 61191            | 2000 OA    | 21 jul 2000 | Prescott         | P. G. Comba            | —         | MPC                           |
| 61192            | 2000 OU    | 23 jul 2000 | Farpoint         | G. Hug                 | —         | MPC                           |
| 61193            | 2000 OQ1   | 26 jul 2000 | Prescott         | P. G. Comba            | —         | MPC                           |
| 61194            | 2000 OU1   | 24 jul 2000 | Farpoint         | Farpoint Obs.          | —         | MPC                           |
| 61195 Martinoli  | 2000 OU2   | 28 jul 2000 | Gnosca           | S. Sposetti            | —         | MPC                           |
| 61196            | 2000 OD3   | 23 jul 2000 | Socorro          | LINEAR                 | —         | MPC                           |
| 61197            | 2000 OG3   | 23 jul 2000 | Socorro          | LINEAR                 | —         | MPC                           |
| 61198            | 2000 ON3   | 24 jul 2000 | Socorro          | LINEAR                 | —         | MPC                           |
| 61199            | 2000 OA4   | 24 jul 2000 | Socorro          | LINEAR                 | —         | MPC                           |
| 61200            | 2000 OC4   | 24 jul 2000 | Socorro          | LINEAR                 | —         | MPC                           |

## 61201–61300
| Designação     | Designação | Descoberta  | Descoberta  | Descobridor(es)    | Categoria | Mais informações / Referência |
| Permanente     | Provisória | Data        | Local       | Descobridor(es)    | Categoria | Mais informações / Referência |
| -------------- | ---------- | ----------- | ----------- | ------------------ | --------- | ----------------------------- |
| 61201          | 2000 OK4   | 24 jul 2000 | Socorro     | LINEAR             | —         | MPC                           |
| 61202          | 2000 OM4   | 24 jul 2000 | Socorro     | LINEAR             | —         | MPC                           |
| 61203          | 2000 OY4   | 24 jul 2000 | Socorro     | LINEAR             | —         | MPC                           |
| 61204          | 2000 OP5   | 24 jul 2000 | Socorro     | LINEAR             | —         | MPC                           |
| 61205          | 2000 OL6   | 29 jul 2000 | Socorro     | LINEAR             | —         | MPC                           |
| 61206          | 2000 OS6   | 29 jul 2000 | Socorro     | LINEAR             | —         | MPC                           |
| 61207          | 2000 OZ7   | 30 jul 2000 | Socorro     | LINEAR             | Eos       | MPC                           |
| 61208 Stonařov | 2000 OD8   | 30 jul 2000 | Kleť        | J. Tichá, M. Tichý | —         | MPC                           |
| 61209          | 2000 OM9   | 30 jul 2000 | Reedy Creek | J. Broughton       | —         | MPC                           |
| 61210          | 2000 OU9   | 23 jul 2000 | Socorro     | LINEAR             | —         | MPC                           |
| 61211          | 2000 OH10  | 23 jul 2000 | Socorro     | LINEAR             | —         | MPC                           |
| 61212          | 2000 OJ10  | 23 jul 2000 | Socorro     | LINEAR             | —         | MPC                           |
| 61213          | 2000 OK10  | 23 jul 2000 | Socorro     | LINEAR             | —         | MPC                           |
| 61214          | 2000 OQ10  | 23 jul 2000 | Socorro     | LINEAR             | Mitidika  | MPC                           |
| 61215          | 2000 OX10  | 23 jul 2000 | Socorro     | LINEAR             | —         | MPC                           |
| 61216          | 2000 OA11  | 23 jul 2000 | Socorro     | LINEAR             | —         | MPC                           |
| 61217          | 2000 OF11  | 23 jul 2000 | Socorro     | LINEAR             | —         | MPC                           |
| 61218          | 2000 OH11  | 23 jul 2000 | Socorro     | LINEAR             | —         | MPC                           |
| 61219          | 2000 ON12  | 23 jul 2000 | Socorro     | LINEAR             | —         | MPC                           |
| 61220          | 2000 OO12  | 23 jul 2000 | Socorro     | LINEAR             | —         | MPC                           |
| 61221          | 2000 OZ12  | 23 jul 2000 | Socorro     | LINEAR             | —         | MPC                           |
| 61222          | 2000 OC13  | 23 jul 2000 | Socorro     | LINEAR             | —         | MPC                           |
| 61223          | 2000 OL13  | 23 jul 2000 | Socorro     | LINEAR             | —         | MPC                           |
| 61224          | 2000 OO13  | 23 jul 2000 | Socorro     | LINEAR             | —         | MPC                           |
| 61225          | 2000 OP13  | 23 jul 2000 | Socorro     | LINEAR             | —         | MPC                           |
| 61226          | 2000 OR13  | 23 jul 2000 | Socorro     | LINEAR             | —         | MPC                           |
| 61227          | 2000 OS13  | 23 jul 2000 | Socorro     | LINEAR             | —         | MPC                           |
| 61228          | 2000 OX13  | 23 jul 2000 | Socorro     | LINEAR             | —         | MPC                           |
| 61229          | 2000 OA14  | 23 jul 2000 | Socorro     | LINEAR             | —         | MPC                           |
| 61230          | 2000 OG14  | 23 jul 2000 | Socorro     | LINEAR             | —         | MPC                           |
| 61231          | 2000 OA15  | 23 jul 2000 | Socorro     | LINEAR             | —         | MPC                           |
| 61232          | 2000 OB15  | 23 jul 2000 | Socorro     | LINEAR             | —         | MPC                           |
| 61233          | 2000 ON15  | 23 jul 2000 | Socorro     | LINEAR             | —         | MPC                           |
| 61234          | 2000 OR15  | 23 jul 2000 | Socorro     | LINEAR             | —         | MPC                           |
| 61235          | 2000 OT15  | 23 jul 2000 | Socorro     | LINEAR             | —         | MPC                           |
| 61236          | 2000 ON16  | 23 jul 2000 | Socorro     | LINEAR             | —         | MPC                           |
| 61237          | 2000 OP16  | 23 jul 2000 | Socorro     | LINEAR             | Mitidika  | MPC                           |
| 61238          | 2000 OF17  | 23 jul 2000 | Socorro     | LINEAR             | —         | MPC                           |
| 61239          | 2000 OP17  | 23 jul 2000 | Socorro     | LINEAR             | —         | MPC                           |
| 61240          | 2000 OT17  | 23 jul 2000 | Socorro     | LINEAR             | —         | MPC                           |
| 61241          | 2000 OW17  | 23 jul 2000 | Socorro     | LINEAR             | —         | MPC                           |
| 61242          | 2000 OX17  | 23 jul 2000 | Socorro     | LINEAR             | —         | MPC                           |
| 61243          | 2000 OJ18  | 23 jul 2000 | Socorro     | LINEAR             | —         | MPC                           |
| 61244          | 2000 OM19  | 30 jul 2000 | Socorro     | LINEAR             | —         | MPC                           |
| 61245          | 2000 ON22  | 31 jul 2000 | Socorro     | LINEAR             | —         | MPC                           |
| 61246          | 2000 OX22  | 23 jul 2000 | Socorro     | LINEAR             | —         | MPC                           |
| 61247          | 2000 OF23  | 23 jul 2000 | Socorro     | LINEAR             | —         | MPC                           |
| 61248          | 2000 OH23  | 23 jul 2000 | Socorro     | LINEAR             | —         | MPC                           |
| 61249          | 2000 OO23  | 23 jul 2000 | Socorro     | LINEAR             | —         | MPC                           |
| 61250          | 2000 OV23  | 23 jul 2000 | Socorro     | LINEAR             | —         | MPC                           |
| 61251          | 2000 OE24  | 23 jul 2000 | Socorro     | LINEAR             | —         | MPC                           |
| 61252          | 2000 OK24  | 23 jul 2000 | Socorro     | LINEAR             | —         | MPC                           |
| 61253          | 2000 OM24  | 23 jul 2000 | Socorro     | LINEAR             | —         | MPC                           |
| 61254          | 2000 OC25  | 23 jul 2000 | Socorro     | LINEAR             | —         | MPC                           |
| 61255          | 2000 OJ25  | 23 jul 2000 | Socorro     | LINEAR             | —         | MPC                           |
| 61256          | 2000 OT25  | 23 jul 2000 | Socorro     | LINEAR             | —         | MPC                           |
| 61257          | 2000 OY25  | 23 jul 2000 | Socorro     | LINEAR             | Mitidika  | MPC                           |
| 61258          | 2000 OD26  | 23 jul 2000 | Socorro     | LINEAR             | —         | MPC                           |
| 61259          | 2000 OG26  | 23 jul 2000 | Socorro     | LINEAR             | —         | MPC                           |
| 61260          | 2000 OF27  | 23 jul 2000 | Socorro     | LINEAR             | —         | MPC                           |
| 61261          | 2000 OO27  | 23 jul 2000 | Socorro     | LINEAR             | —         | MPC                           |
| 61262          | 2000 OJ28  | 29 jul 2000 | Socorro     | LINEAR             | —         | MPC                           |
| 61263          | 2000 OR28  | 30 jul 2000 | Socorro     | LINEAR             | —         | MPC                           |
| 61264          | 2000 OH29  | 30 jul 2000 | Socorro     | LINEAR             | —         | MPC                           |
| 61265          | 2000 ON29  | 30 jul 2000 | Socorro     | LINEAR             | —         | MPC                           |
| 61266          | 2000 OY29  | 30 jul 2000 | Socorro     | LINEAR             | —         | MPC                           |
| 61267          | 2000 OC30  | 30 jul 2000 | Socorro     | LINEAR             | —         | MPC                           |
| 61268          | 2000 OG30  | 30 jul 2000 | Socorro     | LINEAR             | —         | MPC                           |
| 61269          | 2000 OK30  | 30 jul 2000 | Socorro     | LINEAR             | —         | MPC                           |
| 61270          | 2000 OC31  | 30 jul 2000 | Socorro     | LINEAR             | —         | MPC                           |
| 61271          | 2000 OE31  | 30 jul 2000 | Socorro     | LINEAR             | —         | MPC                           |
| 61272          | 2000 OR31  | 30 jul 2000 | Socorro     | LINEAR             | —         | MPC                           |
| 61273          | 2000 OL32  | 30 jul 2000 | Socorro     | LINEAR             | —         | MPC                           |
| 61274          | 2000 OE33  | 30 jul 2000 | Socorro     | LINEAR             | —         | MPC                           |
| 61275          | 2000 OE34  | 30 jul 2000 | Socorro     | LINEAR             | —         | MPC                           |
| 61276          | 2000 OH34  | 30 jul 2000 | Socorro     | LINEAR             | —         | MPC                           |
| 61277          | 2000 OS34  | 30 jul 2000 | Socorro     | LINEAR             | —         | MPC                           |
| 61278          | 2000 OU34  | 30 jul 2000 | Socorro     | LINEAR             | —         | MPC                           |
| 61279          | 2000 OF35  | 30 jul 2000 | Socorro     | LINEAR             | —         | MPC                           |
| 61280          | 2000 OH35  | 30 jul 2000 | Socorro     | LINEAR             | —         | MPC                           |
| 61281          | 2000 OK35  | 30 jul 2000 | Socorro     | LINEAR             | —         | MPC                           |
| 61282          | 2000 OE36  | 24 jul 2000 | Socorro     | LINEAR             | —         | MPC                           |
| 61283          | 2000 OX37  | 30 jul 2000 | Socorro     | LINEAR             | —         | MPC                           |
| 61284          | 2000 OF39  | 30 jul 2000 | Socorro     | LINEAR             | —         | MPC                           |
| 61285          | 2000 OL39  | 30 jul 2000 | Socorro     | LINEAR             | —         | MPC                           |
| 61286          | 2000 OL41  | 30 jul 2000 | Socorro     | LINEAR             | —         | MPC                           |
| 61287          | 2000 OR41  | 30 jul 2000 | Socorro     | LINEAR             | —         | MPC                           |
| 61288          | 2000 OE42  | 30 jul 2000 | Socorro     | LINEAR             | —         | MPC                           |
| 61289          | 2000 OU42  | 30 jul 2000 | Socorro     | LINEAR             | —         | MPC                           |
| 61290          | 2000 OX42  | 30 jul 2000 | Socorro     | LINEAR             | —         | MPC                           |
| 61291          | 2000 OA43  | 30 jul 2000 | Socorro     | LINEAR             | —         | MPC                           |
| 61292          | 2000 OL43  | 30 jul 2000 | Socorro     | LINEAR             | —         | MPC                           |
| 61293          | 2000 OZ43  | 30 jul 2000 | Socorro     | LINEAR             | —         | MPC                           |
| 61294          | 2000 OK44  | 30 jul 2000 | Socorro     | LINEAR             | —         | MPC                           |
| 61295          | 2000 OX44  | 30 jul 2000 | Socorro     | LINEAR             | —         | MPC                           |
| 61296          | 2000 ON45  | 30 jul 2000 | Socorro     | LINEAR             | —         | MPC                           |
| 61297          | 2000 OD46  | 30 jul 2000 | Socorro     | LINEAR             | —         | MPC                           |
| 61298          | 2000 OG46  | 31 jul 2000 | Socorro     | LINEAR             | —         | MPC                           |
| 61299          | 2000 OQ46  | 31 jul 2000 | Socorro     | LINEAR             | —         | MPC                           |
| 61300          | 2000 OJ47  | 31 jul 2000 | Socorro     | LINEAR             | —         | MPC                           |

## 61301–61400
| Designação        | Designação | Descoberta  | Descoberta        | Descobridor(es) | Categoria | Mais informações / Referência |
| Permanente        | Provisória | Data        | Local             | Descobridor(es) | Categoria | Mais informações / Referência |
| ----------------- | ---------- | ----------- | ----------------- | --------------- | --------- | ----------------------------- |
| 61301             | 2000 ON47  | 31 jul 2000 | Socorro           | LINEAR          | Phocaea   | MPC                           |
| 61302             | 2000 OS47  | 31 jul 2000 | Socorro           | LINEAR          | —         | MPC                           |
| 61303             | 2000 OY47  | 31 jul 2000 | Socorro           | LINEAR          | —         | MPC                           |
| 61304             | 2000 OJ48  | 31 jul 2000 | Socorro           | LINEAR          | —         | MPC                           |
| 61305             | 2000 OV48  | 31 jul 2000 | Socorro           | LINEAR          | —         | MPC                           |
| 61306             | 2000 OF49  | 31 jul 2000 | Socorro           | LINEAR          | —         | MPC                           |
| 61307             | 2000 OJ49  | 31 jul 2000 | Socorro           | LINEAR          | —         | MPC                           |
| 61308             | 2000 ON49  | 31 jul 2000 | Socorro           | LINEAR          | —         | MPC                           |
| 61309             | 2000 OF50  | 31 jul 2000 | Socorro           | LINEAR          | —         | MPC                           |
| 61310             | 2000 OQ50  | 31 jul 2000 | Socorro           | LINEAR          | —         | MPC                           |
| 61311             | 2000 OR50  | 31 jul 2000 | Socorro           | LINEAR          | —         | MPC                           |
| 61312             | 2000 OS50  | 31 jul 2000 | Socorro           | LINEAR          | —         | MPC                           |
| 61313             | 2000 OF51  | 30 jul 2000 | Socorro           | LINEAR          | —         | MPC                           |
| 61314             | 2000 OH51  | 30 jul 2000 | Socorro           | LINEAR          | —         | MPC                           |
| 61315             | 2000 OM51  | 30 jul 2000 | Socorro           | LINEAR          | —         | MPC                           |
| 61316             | 2000 ON51  | 30 jul 2000 | Socorro           | LINEAR          | —         | MPC                           |
| 61317             | 2000 OO51  | 30 jul 2000 | Socorro           | LINEAR          | —         | MPC                           |
| 61318             | 2000 OV51  | 30 jul 2000 | Socorro           | LINEAR          | —         | MPC                           |
| 61319             | 2000 OW51  | 30 jul 2000 | Socorro           | LINEAR          | Phocaea   | MPC                           |
| 61320             | 2000 OZ51  | 31 jul 2000 | Socorro           | LINEAR          | —         | MPC                           |
| 61321             | 2000 OO54  | 29 jul 2000 | Anderson Mesa     | LONEOS          | —         | MPC                           |
| 61322             | 2000 OT54  | 29 jul 2000 | Anderson Mesa     | LONEOS          | Mitidika  | MPC                           |
| 61323             | 2000 OZ54  | 29 jul 2000 | Anderson Mesa     | LONEOS          | —         | MPC                           |
| 61324             | 2000 OO56  | 29 jul 2000 | Anderson Mesa     | LONEOS          | —         | MPC                           |
| 61325             | 2000 OV56  | 29 jul 2000 | Anderson Mesa     | LONEOS          | —         | MPC                           |
| 61326             | 2000 OP57  | 29 jul 2000 | Anderson Mesa     | LONEOS          | —         | MPC                           |
| 61327             | 2000 OR57  | 29 jul 2000 | Anderson Mesa     | LONEOS          | —         | MPC                           |
| 61328             | 2000 OD58  | 29 jul 2000 | Anderson Mesa     | LONEOS          | —         | MPC                           |
| 61329             | 2000 OG58  | 29 jul 2000 | Anderson Mesa     | LONEOS          | Brangane  | MPC                           |
| 61330             | 2000 OT58  | 29 jul 2000 | Anderson Mesa     | LONEOS          | —         | MPC                           |
| 61331             | 2000 OH59  | 29 jul 2000 | Anderson Mesa     | LONEOS          | —         | MPC                           |
| 61332             | 2000 OL59  | 29 jul 2000 | Anderson Mesa     | LONEOS          | —         | MPC                           |
| 61333             | 2000 OP59  | 29 jul 2000 | Anderson Mesa     | LONEOS          | —         | MPC                           |
| 61334             | 2000 OS59  | 29 jul 2000 | Anderson Mesa     | LONEOS          | —         | MPC                           |
| 61335             | 2000 OT59  | 29 jul 2000 | Anderson Mesa     | LONEOS          | —         | MPC                           |
| 61336             | 2000 OT67  | 23 jul 2000 | Socorro           | LINEAR          | —         | MPC                           |
| 61337             | 2000 OE68  | 29 jul 2000 | Cerro Tololo      | M. W. Buie      | —         | MPC                           |
| 61338             | 2000 PK    | 1 ago 2000  | Bergisch Gladbach | W. Bickel       | Brangane  | MPC                           |
| 61339             | 2000 PA1   | 1 ago 2000  | Socorro           | LINEAR          | Ursula    | MPC                           |
| 61340             | 2000 PY2   | 2 ago 2000  | Socorro           | LINEAR          | —         | MPC                           |
| 61341             | 2000 PC3   | 1 ago 2000  | Reedy Creek       | J. Broughton    | —         | MPC                           |
| 61342 Lovejoy     | 2000 PJ3   | 3 ago 2000  | Loomberah         | G. J. Garradd   | —         | MPC                           |
| 61343             | 2000 PC5   | 2 ago 2000  | Socorro           | LINEAR          | —         | MPC                           |
| 61344             | 2000 PT5   | 3 ago 2000  | Bisei SG Center   | BATTeRS         | —         | MPC                           |
| 61345             | 2000 PU5   | 3 ago 2000  | Bergisch Gladbach | W. Bickel       | —         | MPC                           |
| 61346             | 2000 PD8   | 3 ago 2000  | Socorro           | LINEAR          | —         | MPC                           |
| 61347             | 2000 PE8   | 3 ago 2000  | Socorro           | LINEAR          | —         | MPC                           |
| 61348             | 2000 PF8   | 4 ago 2000  | Socorro           | LINEAR          | —         | MPC                           |
| 61349             | 2000 PD9   | 6 ago 2000  | Siding Spring     | R. H. McNaught  | —         | MPC                           |
| 61350             | 2000 PL9   | 6 ago 2000  | Siding Spring     | R. H. McNaught  | —         | MPC                           |
| 61351             | 2000 PS9   | 9 ago 2000  | Ametlla de Mar    | J. Nomen        | Mitidika  | MPC                           |
| 61352             | 2000 PY9   | 1 ago 2000  | Socorro           | LINEAR          | —         | MPC                           |
| 61353             | 2000 PE10  | 1 ago 2000  | Socorro           | LINEAR          | —         | MPC                           |
| 61354             | 2000 PY10  | 1 ago 2000  | Socorro           | LINEAR          | —         | MPC                           |
| 61355             | 2000 PD11  | 1 ago 2000  | Socorro           | LINEAR          | —         | MPC                           |
| 61356             | 2000 PG11  | 1 ago 2000  | Socorro           | LINEAR          | Phocaea   | MPC                           |
| 61357             | 2000 PZ11  | 1 ago 2000  | Socorro           | LINEAR          | —         | MPC                           |
| 61358             | 2000 PK12  | 2 ago 2000  | Socorro           | LINEAR          | —         | MPC                           |
| 61359             | 2000 PW13  | 1 ago 2000  | Socorro           | LINEAR          | —         | MPC                           |
| 61360             | 2000 PB14  | 1 ago 2000  | Socorro           | LINEAR          | —         | MPC                           |
| 61361             | 2000 PB18  | 1 ago 2000  | Socorro           | LINEAR          | —         | MPC                           |
| 61362             | 2000 PO19  | 1 ago 2000  | Socorro           | LINEAR          | —         | MPC                           |
| 61363             | 2000 PT19  | 1 ago 2000  | Socorro           | LINEAR          | —         | MPC                           |
| 61364             | 2000 PH20  | 1 ago 2000  | Socorro           | LINEAR          | —         | MPC                           |
| 61365             | 2000 PW20  | 1 ago 2000  | Socorro           | LINEAR          | —         | MPC                           |
| 61366             | 2000 PE21  | 1 ago 2000  | Socorro           | LINEAR          | —         | MPC                           |
| 61367             | 2000 PG22  | 1 ago 2000  | Socorro           | LINEAR          | —         | MPC                           |
| 61368             | 2000 PH22  | 1 ago 2000  | Socorro           | LINEAR          | —         | MPC                           |
| 61369             | 2000 PO22  | 1 ago 2000  | Socorro           | LINEAR          | —         | MPC                           |
| 61370             | 2000 PU22  | 2 ago 2000  | Socorro           | LINEAR          | —         | MPC                           |
| 61371             | 2000 PO23  | 2 ago 2000  | Socorro           | LINEAR          | —         | MPC                           |
| 61372             | 2000 PQ23  | 2 ago 2000  | Socorro           | LINEAR          | —         | MPC                           |
| 61373             | 2000 PG24  | 2 ago 2000  | Socorro           | LINEAR          | —         | MPC                           |
| 61374             | 2000 PA25  | 3 ago 2000  | Socorro           | LINEAR          | —         | MPC                           |
| 61375             | 2000 PE25  | 3 ago 2000  | Socorro           | LINEAR          | —         | MPC                           |
| 61376             | 2000 PC28  | 4 ago 2000  | Haleakalā         | NEAT            | —         | MPC                           |
| 61377             | 2000 PO28  | 3 ago 2000  | Socorro           | LINEAR          | —         | MPC                           |
| 61378             | 2000 PU28  | 2 ago 2000  | Socorro           | LINEAR          | Mitidika  | MPC                           |
| 61379             | 2000 PG29  | 1 ago 2000  | Socorro           | LINEAR          | —         | MPC                           |
| 61380             | 2000 PH29  | 1 ago 2000  | Socorro           | LINEAR          | —         | MPC                           |
| 61381             | 2000 PL29  | 1 ago 2000  | Socorro           | LINEAR          | —         | MPC                           |
| 61382             | 2000 PR29  | 1 ago 2000  | Socorro           | LINEAR          | —         | MPC                           |
| 61383             | 2000 QB    | 20 ago 2000 | Prescott          | P. G. Comba     | Mitidika  | MPC                           |
| 61384 Arturoromer | 2000 QW    | 22 ago 2000 | Gnosca            | S. Sposetti     | —         | MPC                           |
| 61385             | 2000 QG1   | 23 ago 2000 | Reedy Creek       | J. Broughton    | —         | MPC                           |
| 61386 Namikoshi   | 2000 QT1   | 24 ago 2000 | Gnosca            | S. Sposetti     | —         | MPC                           |
| 61387             | 2000 QR2   | 24 ago 2000 | Socorro           | LINEAR          | —         | MPC                           |
| 61388             | 2000 QA3   | 24 ago 2000 | Socorro           | LINEAR          | —         | MPC                           |
| 61389             | 2000 QD3   | 24 ago 2000 | Socorro           | LINEAR          | —         | MPC                           |
| 61390             | 2000 QR3   | 24 ago 2000 | Socorro           | LINEAR          | —         | MPC                           |
| 61391             | 2000 QT3   | 24 ago 2000 | Socorro           | LINEAR          | —         | MPC                           |
| 61392             | 2000 QC4   | 24 ago 2000 | Socorro           | LINEAR          | —         | MPC                           |
| 61393             | 2000 QD4   | 24 ago 2000 | Socorro           | LINEAR          | —         | MPC                           |
| 61394             | 2000 QY4   | 24 ago 2000 | Socorro           | LINEAR          | —         | MPC                           |
| 61395             | 2000 QZ4   | 24 ago 2000 | Socorro           | LINEAR          | —         | MPC                           |
| 61396             | 2000 QD5   | 24 ago 2000 | Socorro           | LINEAR          | —         | MPC                           |
| 61397             | 2000 QF5   | 24 ago 2000 | Socorro           | LINEAR          | —         | MPC                           |
| 61398             | 2000 QJ5   | 24 ago 2000 | Socorro           | LINEAR          | —         | MPC                           |
| 61399             | 2000 QZ5   | 24 ago 2000 | Socorro           | LINEAR          | —         | MPC                           |
| 61400 Voxandreae  | 2000 QM6   | 25 ago 2000 | Emerald Lane      | L. Ball         | —         | MPC                           |

## 61401–61500
| Designação           | Designação | Descoberta  | Descoberta          | Descobridor(es)         | Categoria | Mais informações / Referência |
| Permanente           | Provisória | Data        | Local               | Descobridor(es)         | Categoria | Mais informações / Referência |
| -------------------- | ---------- | ----------- | ------------------- | ----------------------- | --------- | ----------------------------- |
| 61401 Schiff         | 2000 QQ6   | 25 ago 2000 | Gnosca              | S. Sposetti             | —         | MPC                           |
| 61402 Franciseveritt | 2000 QS6   | 25 ago 2000 | Gnosca              | S. Sposetti             | —         | MPC                           |
| 61403                | 2000 QG9   | 25 ago 2000 | Oakley              | C. Wolfe, E. Bettelheim | —         | MPC                           |
| 61404 Očenášek       | 2000 QM9   | 26 ago 2000 | Ondřejov            | P. Pravec, P. Kušnirák  | —         | MPC                           |
| 61405                | 2000 QT9   | 24 ago 2000 | Bergisch Gladbach   | W. Bickel               | —         | MPC                           |
| 61406                | 2000 QZ9   | 24 ago 2000 | Socorro             | LINEAR                  | —         | MPC                           |
| 61407                | 2000 QK10  | 24 ago 2000 | Socorro             | LINEAR                  | —         | MPC                           |
| 61408                | 2000 QR11  | 24 ago 2000 | Socorro             | LINEAR                  | —         | MPC                           |
| 61409                | 2000 QW11  | 24 ago 2000 | Socorro             | LINEAR                  | —         | MPC                           |
| 61410                | 2000 QX11  | 24 ago 2000 | Socorro             | LINEAR                  | —         | MPC                           |
| 61411                | 2000 QC12  | 24 ago 2000 | Socorro             | LINEAR                  | —         | MPC                           |
| 61412                | 2000 QF12  | 24 ago 2000 | Socorro             | LINEAR                  | —         | MPC                           |
| 61413                | 2000 QG12  | 24 ago 2000 | Socorro             | LINEAR                  | —         | MPC                           |
| 61414                | 2000 QH12  | 24 ago 2000 | Socorro             | LINEAR                  | —         | MPC                           |
| 61415                | 2000 QK12  | 24 ago 2000 | Socorro             | LINEAR                  | —         | MPC                           |
| 61416                | 2000 QL12  | 24 ago 2000 | Socorro             | LINEAR                  | —         | MPC                           |
| 61417                | 2000 QP13  | 24 ago 2000 | Socorro             | LINEAR                  | —         | MPC                           |
| 61418                | 2000 QR13  | 24 ago 2000 | Socorro             | LINEAR                  | Ursula    | MPC                           |
| 61419                | 2000 QM14  | 24 ago 2000 | Socorro             | LINEAR                  | —         | MPC                           |
| 61420                | 2000 QN14  | 24 ago 2000 | Socorro             | LINEAR                  | —         | MPC                           |
| 61421                | 2000 QU14  | 24 ago 2000 | Socorro             | LINEAR                  | —         | MPC                           |
| 61422                | 2000 QN15  | 24 ago 2000 | Socorro             | LINEAR                  | —         | MPC                           |
| 61423                | 2000 QS15  | 24 ago 2000 | Socorro             | LINEAR                  | —         | MPC                           |
| 61424                | 2000 QX15  | 24 ago 2000 | Socorro             | LINEAR                  | —         | MPC                           |
| 61425                | 2000 QA16  | 24 ago 2000 | Socorro             | LINEAR                  | —         | MPC                           |
| 61426                | 2000 QP16  | 24 ago 2000 | Socorro             | LINEAR                  | —         | MPC                           |
| 61427                | 2000 QR16  | 24 ago 2000 | Socorro             | LINEAR                  | —         | MPC                           |
| 61428                | 2000 QA17  | 24 ago 2000 | Socorro             | LINEAR                  | —         | MPC                           |
| 61429                | 2000 QF17  | 24 ago 2000 | Socorro             | LINEAR                  | —         | MPC                           |
| 61430                | 2000 QJ17  | 24 ago 2000 | Socorro             | LINEAR                  | —         | MPC                           |
| 61431                | 2000 QY17  | 24 ago 2000 | Socorro             | LINEAR                  | —         | MPC                           |
| 61432                | 2000 QS18  | 24 ago 2000 | Socorro             | LINEAR                  | —         | MPC                           |
| 61433                | 2000 QY18  | 24 ago 2000 | Socorro             | LINEAR                  | —         | MPC                           |
| 61434                | 2000 QB19  | 24 ago 2000 | Socorro             | LINEAR                  | —         | MPC                           |
| 61435                | 2000 QC19  | 24 ago 2000 | Socorro             | LINEAR                  | —         | MPC                           |
| 61436                | 2000 QD19  | 24 ago 2000 | Socorro             | LINEAR                  | —         | MPC                           |
| 61437                | 2000 QQ19  | 24 ago 2000 | Socorro             | LINEAR                  | —         | MPC                           |
| 61438                | 2000 QE20  | 24 ago 2000 | Socorro             | LINEAR                  | Ursula    | MPC                           |
| 61439                | 2000 QM22  | 25 ago 2000 | Socorro             | LINEAR                  | —         | MPC                           |
| 61440                | 2000 QE23  | 25 ago 2000 | Socorro             | LINEAR                  | —         | MPC                           |
| 61441                | 2000 QW23  | 25 ago 2000 | Socorro             | LINEAR                  | —         | MPC                           |
| 61442                | 2000 QK24  | 25 ago 2000 | Socorro             | LINEAR                  | —         | MPC                           |
| 61443                | 2000 QW24  | 25 ago 2000 | Socorro             | LINEAR                  | —         | MPC                           |
| 61444 Katokimiko     | 2000 QB25  | 25 ago 2000 | Bisei SG Center     | BATTeRS                 | —         | MPC                           |
| 61445                | 2000 QF25  | 26 ago 2000 | Oakley              | Oakley Obs.             | —         | MPC                           |
| 61446                | 2000 QH27  | 24 ago 2000 | Socorro             | LINEAR                  | —         | MPC                           |
| 61447                | 2000 QN27  | 24 ago 2000 | Socorro             | LINEAR                  | —         | MPC                           |
| 61448                | 2000 QR27  | 24 ago 2000 | Socorro             | LINEAR                  | —         | MPC                           |
| 61449                | 2000 QX27  | 24 ago 2000 | Socorro             | LINEAR                  | —         | MPC                           |
| 61450                | 2000 QC28  | 24 ago 2000 | Socorro             | LINEAR                  | —         | MPC                           |
| 61451                | 2000 QD29  | 24 ago 2000 | Socorro             | LINEAR                  | —         | MPC                           |
| 61452                | 2000 QH29  | 24 ago 2000 | Socorro             | LINEAR                  | —         | MPC                           |
| 61453                | 2000 QL29  | 24 ago 2000 | Socorro             | LINEAR                  | —         | MPC                           |
| 61454                | 2000 QE30  | 25 ago 2000 | Socorro             | LINEAR                  | —         | MPC                           |
| 61455                | 2000 QF30  | 25 ago 2000 | Socorro             | LINEAR                  | —         | MPC                           |
| 61456                | 2000 QH30  | 25 ago 2000 | Socorro             | LINEAR                  | —         | MPC                           |
| 61457                | 2000 QM30  | 25 ago 2000 | Socorro             | LINEAR                  | —         | MPC                           |
| 61458                | 2000 QT30  | 25 ago 2000 | Socorro             | LINEAR                  | —         | MPC                           |
| 61459                | 2000 QW30  | 26 ago 2000 | Socorro             | LINEAR                  | —         | MPC                           |
| 61460                | 2000 QX30  | 26 ago 2000 | Socorro             | LINEAR                  | —         | MPC                           |
| 61461                | 2000 QA31  | 26 ago 2000 | Socorro             | LINEAR                  | —         | MPC                           |
| 61462                | 2000 QH31  | 26 ago 2000 | Socorro             | LINEAR                  | —         | MPC                           |
| 61463                | 2000 QT31  | 26 ago 2000 | Socorro             | LINEAR                  | —         | MPC                           |
| 61464                | 2000 QC32  | 26 ago 2000 | Socorro             | LINEAR                  | —         | MPC                           |
| 61465                | 2000 QY32  | 26 ago 2000 | Socorro             | LINEAR                  | —         | MPC                           |
| 61466                | 2000 QZ32  | 26 ago 2000 | Socorro             | LINEAR                  | —         | MPC                           |
| 61467                | 2000 QD33  | 26 ago 2000 | Socorro             | LINEAR                  | —         | MPC                           |
| 61468                | 2000 QM33  | 26 ago 2000 | Socorro             | LINEAR                  | —         | MPC                           |
| 61469                | 2000 QJ35  | 23 ago 2000 | Nachi-Katsuura      | Y. Shimizu, T. Urata    | —         | MPC                           |
| 61470                | 2000 QK35  | 27 ago 2000 | Bisei SG Center     | BATTeRS                 | —         | MPC                           |
| 61471                | 2000 QQ35  | 28 ago 2000 | Višnjan Observatory | K. Korlević             | —         | MPC                           |
| 61472                | 2000 QS35  | 28 ago 2000 | Farra d'Isonzo      | Farra d'Isonzo          | —         | MPC                           |
| 61473                | 2000 QT35  | 29 ago 2000 | Farra d'Isonzo      | Farra d'Isonzo          | —         | MPC                           |
| 61474                | 2000 QA36  | 24 ago 2000 | Socorro             | LINEAR                  | Phocaea   | MPC                           |
| 61475                | 2000 QH37  | 24 ago 2000 | Socorro             | LINEAR                  | —         | MPC                           |
| 61476                | 2000 QJ37  | 24 ago 2000 | Socorro             | LINEAR                  | —         | MPC                           |
| 61477                | 2000 QS37  | 24 ago 2000 | Socorro             | LINEAR                  | —         | MPC                           |
| 61478                | 2000 QC38  | 24 ago 2000 | Socorro             | LINEAR                  | —         | MPC                           |
| 61479                | 2000 QH39  | 24 ago 2000 | Socorro             | LINEAR                  | —         | MPC                           |
| 61480                | 2000 QY39  | 24 ago 2000 | Socorro             | LINEAR                  | Brangane  | MPC                           |
| 61481                | 2000 QN40  | 24 ago 2000 | Socorro             | LINEAR                  | —         | MPC                           |
| 61482                | 2000 QU40  | 24 ago 2000 | Socorro             | LINEAR                  | —         | MPC                           |
| 61483                | 2000 QP41  | 24 ago 2000 | Socorro             | LINEAR                  | —         | MPC                           |
| 61484                | 2000 QY41  | 24 ago 2000 | Socorro             | LINEAR                  | —         | MPC                           |
| 61485                | 2000 QH42  | 24 ago 2000 | Socorro             | LINEAR                  | —         | MPC                           |
| 61486                | 2000 QQ42  | 24 ago 2000 | Socorro             | LINEAR                  | —         | MPC                           |
| 61487                | 2000 QB43  | 24 ago 2000 | Socorro             | LINEAR                  | —         | MPC                           |
| 61488                | 2000 QB45  | 24 ago 2000 | Socorro             | LINEAR                  | —         | MPC                           |
| 61489                | 2000 QN46  | 24 ago 2000 | Socorro             | LINEAR                  | —         | MPC                           |
| 61490                | 2000 QH47  | 24 ago 2000 | Socorro             | LINEAR                  | —         | MPC                           |
| 61491                | 2000 QJ47  | 24 ago 2000 | Socorro             | LINEAR                  | —         | MPC                           |
| 61492                | 2000 QL48  | 24 ago 2000 | Socorro             | LINEAR                  | Mitidika  | MPC                           |
| 61493                | 2000 QO48  | 24 ago 2000 | Socorro             | LINEAR                  | —         | MPC                           |
| 61494                | 2000 QG49  | 24 ago 2000 | Socorro             | LINEAR                  | —         | MPC                           |
| 61495                | 2000 QJ49  | 24 ago 2000 | Socorro             | LINEAR                  | —         | MPC                           |
| 61496                | 2000 QO49  | 24 ago 2000 | Socorro             | LINEAR                  | —         | MPC                           |
| 61497                | 2000 QH50  | 24 ago 2000 | Socorro             | LINEAR                  | —         | MPC                           |
| 61498                | 2000 QM50  | 24 ago 2000 | Socorro             | LINEAR                  | —         | MPC                           |
| 61499                | 2000 QD51  | 24 ago 2000 | Socorro             | LINEAR                  | —         | MPC                           |
| 61500                | 2000 QV51  | 24 ago 2000 | Socorro             | LINEAR                  | —         | MPC                           |

## 61501–61600
| Designação | Designação | Descoberta  | Descoberta  | Descobridor(es) | Categoria | Mais informações / Referência |
| Permanente | Provisória | Data        | Local       | Descobridor(es) | Categoria | Mais informações / Referência |
| ---------- | ---------- | ----------- | ----------- | --------------- | --------- | ----------------------------- |
| 61501      | 2000 QB52  | 24 ago 2000 | Socorro     | LINEAR          | —         | MPC                           |
| 61502      | 2000 QM53  | 25 ago 2000 | Socorro     | LINEAR          | —         | MPC                           |
| 61503      | 2000 QN53  | 25 ago 2000 | Socorro     | LINEAR          | —         | MPC                           |
| 61504      | 2000 QS53  | 25 ago 2000 | Socorro     | LINEAR          | —         | MPC                           |
| 61505      | 2000 QX53  | 25 ago 2000 | Socorro     | LINEAR          | —         | MPC                           |
| 61506      | 2000 QQ54  | 25 ago 2000 | Socorro     | LINEAR          | —         | MPC                           |
| 61507      | 2000 QS54  | 25 ago 2000 | Socorro     | LINEAR          | —         | MPC                           |
| 61508      | 2000 QZ54  | 25 ago 2000 | Socorro     | LINEAR          | —         | MPC                           |
| 61509      | 2000 QC55  | 25 ago 2000 | Socorro     | LINEAR          | —         | MPC                           |
| 61510      | 2000 QF55  | 25 ago 2000 | Socorro     | LINEAR          | —         | MPC                           |
| 61511      | 2000 QG55  | 25 ago 2000 | Socorro     | LINEAR          | —         | MPC                           |
| 61512      | 2000 QD57  | 26 ago 2000 | Socorro     | LINEAR          | —         | MPC                           |
| 61513      | 2000 QP57  | 26 ago 2000 | Socorro     | LINEAR          | —         | MPC                           |
| 61514      | 2000 QU57  | 26 ago 2000 | Socorro     | LINEAR          | —         | MPC                           |
| 61515      | 2000 QY57  | 26 ago 2000 | Socorro     | LINEAR          | —         | MPC                           |
| 61516      | 2000 QA58  | 26 ago 2000 | Socorro     | LINEAR          | —         | MPC                           |
| 61517      | 2000 QC58  | 26 ago 2000 | Socorro     | LINEAR          | —         | MPC                           |
| 61518      | 2000 QZ58  | 26 ago 2000 | Socorro     | LINEAR          | —         | MPC                           |
| 61519      | 2000 QE59  | 26 ago 2000 | Socorro     | LINEAR          | —         | MPC                           |
| 61520      | 2000 QH59  | 26 ago 2000 | Socorro     | LINEAR          | —         | MPC                           |
| 61521      | 2000 QJ59  | 26 ago 2000 | Socorro     | LINEAR          | —         | MPC                           |
| 61522      | 2000 QL59  | 26 ago 2000 | Socorro     | LINEAR          | —         | MPC                           |
| 61523      | 2000 QO60  | 26 ago 2000 | Socorro     | LINEAR          | —         | MPC                           |
| 61524      | 2000 QR60  | 26 ago 2000 | Socorro     | LINEAR          | —         | MPC                           |
| 61525      | 2000 QA61  | 26 ago 2000 | Socorro     | LINEAR          | —         | MPC                           |
| 61526      | 2000 QL61  | 28 ago 2000 | Socorro     | LINEAR          | —         | MPC                           |
| 61527      | 2000 QP61  | 28 ago 2000 | Socorro     | LINEAR          | —         | MPC                           |
| 61528      | 2000 QU61  | 28 ago 2000 | Socorro     | LINEAR          | —         | MPC                           |
| 61529      | 2000 QY61  | 28 ago 2000 | Socorro     | LINEAR          | —         | MPC                           |
| 61530      | 2000 QJ62  | 28 ago 2000 | Socorro     | LINEAR          | —         | MPC                           |
| 61531      | 2000 QR62  | 28 ago 2000 | Socorro     | LINEAR          | —         | MPC                           |
| 61532      | 2000 QS62  | 28 ago 2000 | Socorro     | LINEAR          | Ursula    | MPC                           |
| 61533      | 2000 QC63  | 28 ago 2000 | Socorro     | LINEAR          | —         | MPC                           |
| 61534      | 2000 QJ63  | 28 ago 2000 | Socorro     | LINEAR          | —         | MPC                           |
| 61535      | 2000 QN63  | 28 ago 2000 | Socorro     | LINEAR          | —         | MPC                           |
| 61536      | 2000 QR63  | 28 ago 2000 | Socorro     | LINEAR          | —         | MPC                           |
| 61537      | 2000 QZ63  | 28 ago 2000 | Socorro     | LINEAR          | —         | MPC                           |
| 61538      | 2000 QA64  | 28 ago 2000 | Socorro     | LINEAR          | —         | MPC                           |
| 61539      | 2000 QB64  | 28 ago 2000 | Socorro     | LINEAR          | —         | MPC                           |
| 61540      | 2000 QD64  | 28 ago 2000 | Socorro     | LINEAR          | —         | MPC                           |
| 61541      | 2000 QF64  | 28 ago 2000 | Socorro     | LINEAR          | —         | MPC                           |
| 61542      | 2000 QH64  | 28 ago 2000 | Socorro     | LINEAR          | —         | MPC                           |
| 61543      | 2000 QM64  | 28 ago 2000 | Socorro     | LINEAR          | —         | MPC                           |
| 61544      | 2000 QZ64  | 28 ago 2000 | Socorro     | LINEAR          | —         | MPC                           |
| 61545      | 2000 QD65  | 28 ago 2000 | Socorro     | LINEAR          | —         | MPC                           |
| 61546      | 2000 QT65  | 28 ago 2000 | Socorro     | LINEAR          | —         | MPC                           |
| 61547      | 2000 QO66  | 28 ago 2000 | Socorro     | LINEAR          | —         | MPC                           |
| 61548      | 2000 QW67  | 28 ago 2000 | Socorro     | LINEAR          | Brangane  | MPC                           |
| 61549      | 2000 QJ68  | 28 ago 2000 | Reedy Creek | J. Broughton    | —         | MPC                           |
| 61550      | 2000 QK70  | 28 ago 2000 | Socorro     | LINEAR          | —         | MPC                           |
| 61551      | 2000 QJ71  | 24 ago 2000 | Socorro     | LINEAR          | —         | MPC                           |
| 61552      | 2000 QT71  | 24 ago 2000 | Socorro     | LINEAR          | —         | MPC                           |
| 61553      | 2000 QE72  | 24 ago 2000 | Socorro     | LINEAR          | —         | MPC                           |
| 61554      | 2000 QH72  | 24 ago 2000 | Socorro     | LINEAR          | —         | MPC                           |
| 61555      | 2000 QC73  | 24 ago 2000 | Socorro     | LINEAR          | —         | MPC                           |
| 61556      | 2000 QY73  | 24 ago 2000 | Socorro     | LINEAR          | —         | MPC                           |
| 61557      | 2000 QG74  | 24 ago 2000 | Socorro     | LINEAR          | —         | MPC                           |
| 61558      | 2000 QM74  | 24 ago 2000 | Socorro     | LINEAR          | —         | MPC                           |
| 61559      | 2000 QQ74  | 24 ago 2000 | Socorro     | LINEAR          | —         | MPC                           |
| 61560      | 2000 QT74  | 24 ago 2000 | Socorro     | LINEAR          | —         | MPC                           |
| 61561      | 2000 QY74  | 24 ago 2000 | Socorro     | LINEAR          | —         | MPC                           |
| 61562      | 2000 QR75  | 24 ago 2000 | Socorro     | LINEAR          | —         | MPC                           |
| 61563      | 2000 QU75  | 24 ago 2000 | Socorro     | LINEAR          | —         | MPC                           |
| 61564      | 2000 QA76  | 24 ago 2000 | Socorro     | LINEAR          | —         | MPC                           |
| 61565      | 2000 QB76  | 24 ago 2000 | Socorro     | LINEAR          | —         | MPC                           |
| 61566      | 2000 QR76  | 24 ago 2000 | Socorro     | LINEAR          | —         | MPC                           |
| 61567      | 2000 QW76  | 24 ago 2000 | Socorro     | LINEAR          | Ursula    | MPC                           |
| 61568      | 2000 QB77  | 24 ago 2000 | Socorro     | LINEAR          | —         | MPC                           |
| 61569      | 2000 QL77  | 24 ago 2000 | Socorro     | LINEAR          | —         | MPC                           |
| 61570      | 2000 QQ77  | 24 ago 2000 | Socorro     | LINEAR          | —         | MPC                           |
| 61571      | 2000 QD78  | 24 ago 2000 | Socorro     | LINEAR          | —         | MPC                           |
| 61572      | 2000 QA79  | 24 ago 2000 | Socorro     | LINEAR          | —         | MPC                           |
| 61573      | 2000 QB79  | 24 ago 2000 | Socorro     | LINEAR          | —         | MPC                           |
| 61574      | 2000 QE79  | 24 ago 2000 | Socorro     | LINEAR          | —         | MPC                           |
| 61575      | 2000 QW79  | 24 ago 2000 | Socorro     | LINEAR          | —         | MPC                           |
| 61576      | 2000 QG80  | 24 ago 2000 | Socorro     | LINEAR          | Ursula    | MPC                           |
| 61577      | 2000 QL81  | 24 ago 2000 | Socorro     | LINEAR          | —         | MPC                           |
| 61578      | 2000 QU81  | 24 ago 2000 | Socorro     | LINEAR          | —         | MPC                           |
| 61579      | 2000 QZ81  | 24 ago 2000 | Socorro     | LINEAR          | —         | MPC                           |
| 61580      | 2000 QP82  | 24 ago 2000 | Socorro     | LINEAR          | —         | MPC                           |
| 61581      | 2000 QR82  | 24 ago 2000 | Socorro     | LINEAR          | —         | MPC                           |
| 61582      | 2000 QX82  | 24 ago 2000 | Socorro     | LINEAR          | Ursula    | MPC                           |
| 61583      | 2000 QH83  | 24 ago 2000 | Socorro     | LINEAR          | —         | MPC                           |
| 61584      | 2000 QR83  | 24 ago 2000 | Socorro     | LINEAR          | —         | MPC                           |
| 61585      | 2000 QB84  | 24 ago 2000 | Socorro     | LINEAR          | —         | MPC                           |
| 61586      | 2000 QC84  | 24 ago 2000 | Socorro     | LINEAR          | —         | MPC                           |
| 61587      | 2000 QJ84  | 24 ago 2000 | Socorro     | LINEAR          | —         | MPC                           |
| 61588      | 2000 QD85  | 25 ago 2000 | Socorro     | LINEAR          | —         | MPC                           |
| 61589      | 2000 QL85  | 25 ago 2000 | Socorro     | LINEAR          | —         | MPC                           |
| 61590      | 2000 QR85  | 25 ago 2000 | Socorro     | LINEAR          | —         | MPC                           |
| 61591      | 2000 QS86  | 25 ago 2000 | Socorro     | LINEAR          | Brangane  | MPC                           |
| 61592      | 2000 QT86  | 25 ago 2000 | Socorro     | LINEAR          | —         | MPC                           |
| 61593      | 2000 QZ87  | 25 ago 2000 | Socorro     | LINEAR          | —         | MPC                           |
| 61594      | 2000 QB88  | 25 ago 2000 | Socorro     | LINEAR          | —         | MPC                           |
| 61595      | 2000 QT89  | 25 ago 2000 | Socorro     | LINEAR          | Ursula    | MPC                           |
| 61596      | 2000 QV89  | 25 ago 2000 | Socorro     | LINEAR          | —         | MPC                           |
| 61597      | 2000 QW90  | 25 ago 2000 | Socorro     | LINEAR          | —         | MPC                           |
| 61598      | 2000 QJ91  | 25 ago 2000 | Socorro     | LINEAR          | —         | MPC                           |
| 61599      | 2000 QR91  | 25 ago 2000 | Socorro     | LINEAR          | —         | MPC                           |
| 61600      | 2000 QS91  | 25 ago 2000 | Socorro     | LINEAR          | —         | MPC                           |

## 61601–61700
| Designação | Designação | Descoberta  | Descoberta     | Descobridor(es)        | Categoria | Mais informações / Referência |
| Permanente | Provisória | Data        | Local          | Descobridor(es)        | Categoria | Mais informações / Referência |
| ---------- | ---------- | ----------- | -------------- | ---------------------- | --------- | ----------------------------- |
| 61601      | 2000 QW91  | 25 ago 2000 | Socorro        | LINEAR                 | —         | MPC                           |
| 61602      | 2000 QB92  | 25 ago 2000 | Socorro        | LINEAR                 | Brangane  | MPC                           |
| 61603      | 2000 QL92  | 25 ago 2000 | Socorro        | LINEAR                 | —         | MPC                           |
| 61604      | 2000 QO92  | 25 ago 2000 | Socorro        | LINEAR                 | —         | MPC                           |
| 61605      | 2000 QQ92  | 25 ago 2000 | Socorro        | LINEAR                 | —         | MPC                           |
| 61606      | 2000 QR92  | 25 ago 2000 | Socorro        | LINEAR                 | —         | MPC                           |
| 61607      | 2000 QD93  | 25 ago 2000 | Socorro        | LINEAR                 | Phocaea   | MPC                           |
| 61608      | 2000 QQ93  | 26 ago 2000 | Socorro        | LINEAR                 | —         | MPC                           |
| 61609      | 2000 QQ94  | 26 ago 2000 | Socorro        | LINEAR                 | —         | MPC                           |
| 61610      | 2000 QK95  | 26 ago 2000 | Socorro        | LINEAR                 | —         | MPC                           |
| 61611      | 2000 QR96  | 28 ago 2000 | Socorro        | LINEAR                 | —         | MPC                           |
| 61612      | 2000 QC97  | 28 ago 2000 | Socorro        | LINEAR                 | —         | MPC                           |
| 61613      | 2000 QY97  | 28 ago 2000 | Socorro        | LINEAR                 | —         | MPC                           |
| 61614      | 2000 QC98  | 28 ago 2000 | Socorro        | LINEAR                 | —         | MPC                           |
| 61615      | 2000 QE98  | 28 ago 2000 | Socorro        | LINEAR                 | —         | MPC                           |
| 61616      | 2000 QH98  | 28 ago 2000 | Socorro        | LINEAR                 | Ursula    | MPC                           |
| 61617      | 2000 QJ98  | 28 ago 2000 | Socorro        | LINEAR                 | —         | MPC                           |
| 61618      | 2000 QT98  | 28 ago 2000 | Socorro        | LINEAR                 | —         | MPC                           |
| 61619      | 2000 QA99  | 28 ago 2000 | Socorro        | LINEAR                 | —         | MPC                           |
| 61620      | 2000 QW100 | 28 ago 2000 | Socorro        | LINEAR                 | —         | MPC                           |
| 61621      | 2000 QY100 | 28 ago 2000 | Socorro        | LINEAR                 | —         | MPC                           |
| 61622      | 2000 QD101 | 28 ago 2000 | Socorro        | LINEAR                 | —         | MPC                           |
| 61623      | 2000 QP101 | 28 ago 2000 | Socorro        | LINEAR                 | —         | MPC                           |
| 61624      | 2000 QQ101 | 28 ago 2000 | Socorro        | LINEAR                 | —         | MPC                           |
| 61625      | 2000 QW101 | 28 ago 2000 | Socorro        | LINEAR                 | —         | MPC                           |
| 61626      | 2000 QA102 | 28 ago 2000 | Socorro        | LINEAR                 | Phocaea   | MPC                           |
| 61627      | 2000 QD102 | 28 ago 2000 | Socorro        | LINEAR                 | Brangane  | MPC                           |
| 61628      | 2000 QF102 | 28 ago 2000 | Socorro        | LINEAR                 | —         | MPC                           |
| 61629      | 2000 QK102 | 28 ago 2000 | Socorro        | LINEAR                 | —         | MPC                           |
| 61630      | 2000 QP102 | 28 ago 2000 | Socorro        | LINEAR                 | —         | MPC                           |
| 61631      | 2000 QX102 | 28 ago 2000 | Socorro        | LINEAR                 | —         | MPC                           |
| 61632      | 2000 QZ102 | 28 ago 2000 | Socorro        | LINEAR                 | —         | MPC                           |
| 61633      | 2000 QG103 | 28 ago 2000 | Socorro        | LINEAR                 | —         | MPC                           |
| 61634      | 2000 QY103 | 28 ago 2000 | Socorro        | LINEAR                 | Ursula    | MPC                           |
| 61635      | 2000 QA104 | 28 ago 2000 | Socorro        | LINEAR                 | —         | MPC                           |
| 61636      | 2000 QD104 | 28 ago 2000 | Socorro        | LINEAR                 | —         | MPC                           |
| 61637      | 2000 QJ104 | 28 ago 2000 | Socorro        | LINEAR                 | —         | MPC                           |
| 61638      | 2000 QO104 | 28 ago 2000 | Socorro        | LINEAR                 | —         | MPC                           |
| 61639      | 2000 QX104 | 28 ago 2000 | Socorro        | LINEAR                 | —         | MPC                           |
| 61640      | 2000 QT105 | 28 ago 2000 | Socorro        | LINEAR                 | —         | MPC                           |
| 61641      | 2000 QS106 | 29 ago 2000 | Socorro        | LINEAR                 | —         | MPC                           |
| 61642      | 2000 QE107 | 29 ago 2000 | Socorro        | LINEAR                 | Ursula    | MPC                           |
| 61643      | 2000 QN108 | 29 ago 2000 | Socorro        | LINEAR                 | —         | MPC                           |
| 61644      | 2000 QE109 | 29 ago 2000 | Socorro        | LINEAR                 | Phocaea   | MPC                           |
| 61645      | 2000 QT109 | 27 ago 2000 | Ondřejov       | P. Kušnirák, P. Pravec | —         | MPC                           |
| 61646      | 2000 QC110 | 24 ago 2000 | Socorro        | LINEAR                 | —         | MPC                           |
| 61647      | 2000 QJ110 | 24 ago 2000 | Socorro        | LINEAR                 | —         | MPC                           |
| 61648      | 2000 QK111 | 24 ago 2000 | Socorro        | LINEAR                 | —         | MPC                           |
| 61649      | 2000 QO111 | 24 ago 2000 | Socorro        | LINEAR                 | —         | MPC                           |
| 61650      | 2000 QQ111 | 24 ago 2000 | Socorro        | LINEAR                 | —         | MPC                           |
| 61651      | 2000 QW111 | 24 ago 2000 | Socorro        | LINEAR                 | —         | MPC                           |
| 61652      | 2000 QO112 | 24 ago 2000 | Socorro        | LINEAR                 | —         | MPC                           |
| 61653      | 2000 QU112 | 24 ago 2000 | Socorro        | LINEAR                 | —         | MPC                           |
| 61654      | 2000 QB113 | 24 ago 2000 | Socorro        | LINEAR                 | —         | MPC                           |
| 61655      | 2000 QF113 | 24 ago 2000 | Socorro        | LINEAR                 | —         | MPC                           |
| 61656      | 2000 QR113 | 24 ago 2000 | Socorro        | LINEAR                 | —         | MPC                           |
| 61657      | 2000 QZ113 | 24 ago 2000 | Socorro        | LINEAR                 | —         | MPC                           |
| 61658      | 2000 QJ114 | 24 ago 2000 | Socorro        | LINEAR                 | —         | MPC                           |
| 61659      | 2000 QK114 | 24 ago 2000 | Socorro        | LINEAR                 | —         | MPC                           |
| 61660      | 2000 QP114 | 24 ago 2000 | Socorro        | LINEAR                 | Brangane  | MPC                           |
| 61661      | 2000 QC115 | 24 ago 2000 | Socorro        | LINEAR                 | —         | MPC                           |
| 61662      | 2000 QQ115 | 25 ago 2000 | Socorro        | LINEAR                 | —         | MPC                           |
| 61663      | 2000 QB116 | 26 ago 2000 | Socorro        | LINEAR                 | —         | MPC                           |
| 61664      | 2000 QE116 | 28 ago 2000 | Socorro        | LINEAR                 | —         | MPC                           |
| 61665      | 2000 QZ116 | 29 ago 2000 | Socorro        | LINEAR                 | —         | MPC                           |
| 61666      | 2000 QS117 | 30 ago 2000 | Farra d'Isonzo | Farra d'Isonzo         | Brangane  | MPC                           |
| 61667      | 2000 QD118 | 25 ago 2000 | Socorro        | LINEAR                 | —         | MPC                           |
| 61668      | 2000 QF118 | 25 ago 2000 | Socorro        | LINEAR                 | —         | MPC                           |
| 61669      | 2000 QR118 | 25 ago 2000 | Socorro        | LINEAR                 | —         | MPC                           |
| 61670      | 2000 QA119 | 25 ago 2000 | Socorro        | LINEAR                 | —         | MPC                           |
| 61671      | 2000 QH119 | 25 ago 2000 | Socorro        | LINEAR                 | —         | MPC                           |
| 61672      | 2000 QQ120 | 25 ago 2000 | Socorro        | LINEAR                 | —         | MPC                           |
| 61673      | 2000 QN121 | 25 ago 2000 | Socorro        | LINEAR                 | —         | MPC                           |
| 61674      | 2000 QX121 | 25 ago 2000 | Socorro        | LINEAR                 | —         | MPC                           |
| 61675      | 2000 QQ122 | 25 ago 2000 | Socorro        | LINEAR                 | —         | MPC                           |
| 61676      | 2000 QM123 | 25 ago 2000 | Socorro        | LINEAR                 | —         | MPC                           |
| 61677      | 2000 QC124 | 26 ago 2000 | Socorro        | LINEAR                 | Brangane  | MPC                           |
| 61678      | 2000 QE124 | 26 ago 2000 | Socorro        | LINEAR                 | —         | MPC                           |
| 61679      | 2000 QH124 | 26 ago 2000 | Socorro        | LINEAR                 | —         | MPC                           |
| 61680      | 2000 QJ124 | 26 ago 2000 | Socorro        | LINEAR                 | —         | MPC                           |
| 61681      | 2000 QO124 | 29 ago 2000 | Socorro        | LINEAR                 | —         | MPC                           |
| 61682      | 2000 QV124 | 29 ago 2000 | Socorro        | LINEAR                 | —         | MPC                           |
| 61683      | 2000 QX125 | 31 ago 2000 | Socorro        | LINEAR                 | —         | MPC                           |
| 61684      | 2000 QB126 | 31 ago 2000 | Socorro        | LINEAR                 | —         | MPC                           |
| 61685      | 2000 QJ126 | 31 ago 2000 | Socorro        | LINEAR                 | —         | MPC                           |
| 61686      | 2000 QV126 | 31 ago 2000 | Socorro        | LINEAR                 | —         | MPC                           |
| 61687      | 2000 QY126 | 31 ago 2000 | Socorro        | LINEAR                 | —         | MPC                           |
| 61688      | 2000 QC127 | 24 ago 2000 | Socorro        | LINEAR                 | —         | MPC                           |
| 61689      | 2000 QH127 | 24 ago 2000 | Socorro        | LINEAR                 | —         | MPC                           |
| 61690      | 2000 QV127 | 24 ago 2000 | Socorro        | LINEAR                 | —         | MPC                           |
| 61691      | 2000 QV128 | 25 ago 2000 | Socorro        | LINEAR                 | —         | MPC                           |
| 61692      | 2000 QE129 | 31 ago 2000 | Socorro        | LINEAR                 | —         | MPC                           |
| 61693      | 2000 QT130 | 24 ago 2000 | Socorro        | LINEAR                 | —         | MPC                           |
| 61694      | 2000 QB132 | 31 ago 2000 | Socorro        | LINEAR                 | —         | MPC                           |
| 61695      | 2000 QD132 | 26 ago 2000 | Socorro        | LINEAR                 | —         | MPC                           |
| 61696      | 2000 QL132 | 26 ago 2000 | Socorro        | LINEAR                 | —         | MPC                           |
| 61697      | 2000 QR132 | 26 ago 2000 | Socorro        | LINEAR                 | —         | MPC                           |
| 61698      | 2000 QU132 | 26 ago 2000 | Socorro        | LINEAR                 | —         | MPC                           |
| 61699      | 2000 QV132 | 26 ago 2000 | Socorro        | LINEAR                 | Mitidika  | MPC                           |
| 61700      | 2000 QG133 | 26 ago 2000 | Socorro        | LINEAR                 | —         | MPC                           |

## 61701–61800
| Designação | Designação | Descoberta  | Descoberta    | Descobridor(es) | Categoria | Mais informações / Referência |
| Permanente | Provisória | Data        | Local         | Descobridor(es) | Categoria | Mais informações / Referência |
| ---------- | ---------- | ----------- | ------------- | --------------- | --------- | ----------------------------- |
| 61701      | 2000 QH133 | 26 ago 2000 | Socorro       | LINEAR          | —         | MPC                           |
| 61702      | 2000 QL133 | 26 ago 2000 | Socorro       | LINEAR          | —         | MPC                           |
| 61703      | 2000 QW133 | 26 ago 2000 | Socorro       | LINEAR          | —         | MPC                           |
| 61704      | 2000 QN134 | 26 ago 2000 | Socorro       | LINEAR          | —         | MPC                           |
| 61705      | 2000 QZ134 | 26 ago 2000 | Socorro       | LINEAR          | —         | MPC                           |
| 61706      | 2000 QD136 | 28 ago 2000 | Socorro       | LINEAR          | —         | MPC                           |
| 61707      | 2000 QU137 | 31 ago 2000 | Socorro       | LINEAR          | —         | MPC                           |
| 61708      | 2000 QF138 | 31 ago 2000 | Socorro       | LINEAR          | —         | MPC                           |
| 61709      | 2000 QM138 | 31 ago 2000 | Socorro       | LINEAR          | —         | MPC                           |
| 61710      | 2000 QQ138 | 31 ago 2000 | Socorro       | LINEAR          | —         | MPC                           |
| 61711      | 2000 QR139 | 31 ago 2000 | Socorro       | LINEAR          | —         | MPC                           |
| 61712      | 2000 QT139 | 31 ago 2000 | Socorro       | LINEAR          | —         | MPC                           |
| 61713      | 2000 QJ141 | 31 ago 2000 | Socorro       | LINEAR          | —         | MPC                           |
| 61714      | 2000 QW141 | 31 ago 2000 | Socorro       | LINEAR          | Mitidika  | MPC                           |
| 61715      | 2000 QX141 | 31 ago 2000 | Socorro       | LINEAR          | —         | MPC                           |
| 61716      | 2000 QC142 | 31 ago 2000 | Socorro       | LINEAR          | Brangane  | MPC                           |
| 61717      | 2000 QU142 | 31 ago 2000 | Socorro       | LINEAR          | —         | MPC                           |
| 61718      | 2000 QY142 | 31 ago 2000 | Socorro       | LINEAR          | —         | MPC                           |
| 61719      | 2000 QK143 | 31 ago 2000 | Socorro       | LINEAR          | —         | MPC                           |
| 61720      | 2000 QM143 | 31 ago 2000 | Socorro       | LINEAR          | —         | MPC                           |
| 61721      | 2000 QT144 | 31 ago 2000 | Socorro       | LINEAR          | —         | MPC                           |
| 61722      | 2000 QY144 | 31 ago 2000 | Socorro       | LINEAR          | —         | MPC                           |
| 61723      | 2000 QJ145 | 31 ago 2000 | Socorro       | LINEAR          | —         | MPC                           |
| 61724      | 2000 QL145 | 31 ago 2000 | Socorro       | LINEAR          | —         | MPC                           |
| 61725      | 2000 QY145 | 31 ago 2000 | Socorro       | LINEAR          | —         | MPC                           |
| 61726      | 2000 QK146 | 31 ago 2000 | Socorro       | LINEAR          | —         | MPC                           |
| 61727      | 2000 QU146 | 31 ago 2000 | Socorro       | LINEAR          | —         | MPC                           |
| 61728      | 2000 QT147 | 31 ago 2000 | Socorro       | LINEAR          | Flora     | MPC                           |
| 61729      | 2000 QX147 | 31 ago 2000 | Socorro       | LINEAR          | —         | MPC                           |
| 61730      | 2000 QJ148 | 27 ago 2000 | Kvistaberg    | UDAS            | —         | MPC                           |
| 61731      | 2000 QV148 | 29 ago 2000 | Siding Spring | R. H. McNaught  | —         | MPC                           |
| 61732      | 2000 QB150 | 25 ago 2000 | Socorro       | LINEAR          | Brangane  | MPC                           |
| 61733      | 2000 QU150 | 25 ago 2000 | Socorro       | LINEAR          | Phocaea   | MPC                           |
| 61734      | 2000 QA151 | 25 ago 2000 | Socorro       | LINEAR          | —         | MPC                           |
| 61735      | 2000 QQ151 | 26 ago 2000 | Socorro       | LINEAR          | —         | MPC                           |
| 61736      | 2000 QL152 | 29 ago 2000 | Socorro       | LINEAR          | —         | MPC                           |
| 61737      | 2000 QQ152 | 29 ago 2000 | Socorro       | LINEAR          | Brangane  | MPC                           |
| 61738      | 2000 QS152 | 29 ago 2000 | Socorro       | LINEAR          | —         | MPC                           |
| 61739      | 2000 QT152 | 29 ago 2000 | Socorro       | LINEAR          | —         | MPC                           |
| 61740      | 2000 QD153 | 29 ago 2000 | Socorro       | LINEAR          | —         | MPC                           |
| 61741      | 2000 QK153 | 29 ago 2000 | Socorro       | LINEAR          | —         | MPC                           |
| 61742      | 2000 QM153 | 29 ago 2000 | Socorro       | LINEAR          | —         | MPC                           |
| 61743      | 2000 QV153 | 29 ago 2000 | Socorro       | LINEAR          | —         | MPC                           |
| 61744      | 2000 QD154 | 31 ago 2000 | Socorro       | LINEAR          | —         | MPC                           |
| 61745      | 2000 QF154 | 31 ago 2000 | Socorro       | LINEAR          | —         | MPC                           |
| 61746      | 2000 QB155 | 31 ago 2000 | Socorro       | LINEAR          | —         | MPC                           |
| 61747      | 2000 QJ155 | 31 ago 2000 | Socorro       | LINEAR          | —         | MPC                           |
| 61748      | 2000 QY155 | 31 ago 2000 | Socorro       | LINEAR          | —         | MPC                           |
| 61749      | 2000 QU156 | 31 ago 2000 | Socorro       | LINEAR          | —         | MPC                           |
| 61750      | 2000 QD157 | 31 ago 2000 | Socorro       | LINEAR          | —         | MPC                           |
| 61751      | 2000 QN157 | 31 ago 2000 | Socorro       | LINEAR          | —         | MPC                           |
| 61752      | 2000 QT157 | 31 ago 2000 | Socorro       | LINEAR          | —         | MPC                           |
| 61753      | 2000 QD159 | 31 ago 2000 | Socorro       | LINEAR          | —         | MPC                           |
| 61754      | 2000 QP159 | 31 ago 2000 | Socorro       | LINEAR          | —         | MPC                           |
| 61755      | 2000 QE160 | 31 ago 2000 | Socorro       | LINEAR          | —         | MPC                           |
| 61756      | 2000 QJ160 | 31 ago 2000 | Socorro       | LINEAR          | —         | MPC                           |
| 61757      | 2000 QS160 | 31 ago 2000 | Socorro       | LINEAR          | —         | MPC                           |
| 61758      | 2000 QA164 | 31 ago 2000 | Socorro       | LINEAR          | —         | MPC                           |
| 61759      | 2000 QB164 | 31 ago 2000 | Socorro       | LINEAR          | —         | MPC                           |
| 61760      | 2000 QG165 | 31 ago 2000 | Socorro       | LINEAR          | —         | MPC                           |
| 61761      | 2000 QS165 | 31 ago 2000 | Socorro       | LINEAR          | —         | MPC                           |
| 61762      | 2000 QT165 | 31 ago 2000 | Socorro       | LINEAR          | —         | MPC                           |
| 61763      | 2000 QF166 | 31 ago 2000 | Socorro       | LINEAR          | —         | MPC                           |
| 61764      | 2000 QT166 | 31 ago 2000 | Socorro       | LINEAR          | —         | MPC                           |
| 61765      | 2000 QA167 | 31 ago 2000 | Socorro       | LINEAR          | —         | MPC                           |
| 61766      | 2000 QX167 | 31 ago 2000 | Socorro       | LINEAR          | —         | MPC                           |
| 61767      | 2000 QB168 | 31 ago 2000 | Socorro       | LINEAR          | —         | MPC                           |
| 61768      | 2000 QK168 | 31 ago 2000 | Socorro       | LINEAR          | —         | MPC                           |
| 61769      | 2000 QM168 | 31 ago 2000 | Socorro       | LINEAR          | —         | MPC                           |
| 61770      | 2000 QE170 | 31 ago 2000 | Socorro       | LINEAR          | —         | MPC                           |
| 61771      | 2000 QJ170 | 31 ago 2000 | Socorro       | LINEAR          | —         | MPC                           |
| 61772      | 2000 QL170 | 31 ago 2000 | Socorro       | LINEAR          | —         | MPC                           |
| 61773      | 2000 QJ171 | 31 ago 2000 | Socorro       | LINEAR          | —         | MPC                           |
| 61774      | 2000 QV171 | 31 ago 2000 | Socorro       | LINEAR          | —         | MPC                           |
| 61775      | 2000 QK172 | 31 ago 2000 | Socorro       | LINEAR          | —         | MPC                           |
| 61776      | 2000 QP172 | 31 ago 2000 | Socorro       | LINEAR          | —         | MPC                           |
| 61777      | 2000 QW172 | 31 ago 2000 | Socorro       | LINEAR          | —         | MPC                           |
| 61778      | 2000 QA174 | 31 ago 2000 | Socorro       | LINEAR          | —         | MPC                           |
| 61779      | 2000 QV174 | 31 ago 2000 | Socorro       | LINEAR          | —         | MPC                           |
| 61780      | 2000 QQ175 | 31 ago 2000 | Socorro       | LINEAR          | —         | MPC                           |
| 61781      | 2000 QH177 | 31 ago 2000 | Socorro       | LINEAR          | —         | MPC                           |
| 61782      | 2000 QN177 | 31 ago 2000 | Socorro       | LINEAR          | —         | MPC                           |
| 61783      | 2000 QU177 | 31 ago 2000 | Socorro       | LINEAR          | —         | MPC                           |
| 61784      | 2000 QL178 | 31 ago 2000 | Socorro       | LINEAR          | —         | MPC                           |
| 61785      | 2000 QM178 | 31 ago 2000 | Socorro       | LINEAR          | —         | MPC                           |
| 61786      | 2000 QZ178 | 31 ago 2000 | Socorro       | LINEAR          | —         | MPC                           |
| 61787      | 2000 QK179 | 31 ago 2000 | Socorro       | LINEAR          | —         | MPC                           |
| 61788      | 2000 QP181 | 31 ago 2000 | Socorro       | LINEAR          | —         | MPC                           |
| 61789      | 2000 QM182 | 31 ago 2000 | Socorro       | LINEAR          | Ursula    | MPC                           |
| 61790      | 2000 QO182 | 31 ago 2000 | Socorro       | LINEAR          | —         | MPC                           |
| 61791      | 2000 QV182 | 31 ago 2000 | Socorro       | LINEAR          | —         | MPC                           |
| 61792      | 2000 QA183 | 31 ago 2000 | Socorro       | LINEAR          | —         | MPC                           |
| 61793      | 2000 QB183 | 31 ago 2000 | Socorro       | LINEAR          | Brangane  | MPC                           |
| 61794      | 2000 QD183 | 24 ago 2000 | Socorro       | LINEAR          | —         | MPC                           |
| 61795      | 2000 QF183 | 24 ago 2000 | Socorro       | LINEAR          | —         | MPC                           |
| 61796      | 2000 QM183 | 24 ago 2000 | Socorro       | LINEAR          | —         | MPC                           |
| 61797      | 2000 QO183 | 25 ago 2000 | Socorro       | LINEAR          | —         | MPC                           |
| 61798      | 2000 QY183 | 26 ago 2000 | Socorro       | LINEAR          | —         | MPC                           |
| 61799      | 2000 QC184 | 26 ago 2000 | Socorro       | LINEAR          | —         | MPC                           |
| 61800      | 2000 QU184 | 26 ago 2000 | Socorro       | LINEAR          | Phocaea   | MPC                           |

## 61801–61900
| Designação | Designação | Descoberta  | Descoberta    | Descobridor(es) | Categoria | Mais informações / Referência |
| Permanente | Provisória | Data        | Local         | Descobridor(es) | Categoria | Mais informações / Referência |
| ---------- | ---------- | ----------- | ------------- | --------------- | --------- | ----------------------------- |
| 61801      | 2000 QV184 | 26 ago 2000 | Socorro       | LINEAR          | —         | MPC                           |
| 61802      | 2000 QA185 | 26 ago 2000 | Socorro       | LINEAR          | —         | MPC                           |
| 61803      | 2000 QL185 | 26 ago 2000 | Socorro       | LINEAR          | —         | MPC                           |
| 61804      | 2000 QO185 | 26 ago 2000 | Socorro       | LINEAR          | —         | MPC                           |
| 61805      | 2000 QR185 | 26 ago 2000 | Socorro       | LINEAR          | —         | MPC                           |
| 61806      | 2000 QZ185 | 26 ago 2000 | Socorro       | LINEAR          | —         | MPC                           |
| 61807      | 2000 QC186 | 26 ago 2000 | Socorro       | LINEAR          | —         | MPC                           |
| 61808      | 2000 QD187 | 26 ago 2000 | Socorro       | LINEAR          | —         | MPC                           |
| 61809      | 2000 QG187 | 26 ago 2000 | Socorro       | LINEAR          | —         | MPC                           |
| 61810      | 2000 QM187 | 26 ago 2000 | Socorro       | LINEAR          | —         | MPC                           |
| 61811      | 2000 QQ187 | 26 ago 2000 | Socorro       | LINEAR          | —         | MPC                           |
| 61812      | 2000 QP189 | 26 ago 2000 | Socorro       | LINEAR          | —         | MPC                           |
| 61813      | 2000 QQ189 | 26 ago 2000 | Socorro       | LINEAR          | —         | MPC                           |
| 61814      | 2000 QX189 | 26 ago 2000 | Socorro       | LINEAR          | —         | MPC                           |
| 61815      | 2000 QZ189 | 26 ago 2000 | Socorro       | LINEAR          | —         | MPC                           |
| 61816      | 2000 QR190 | 26 ago 2000 | Socorro       | LINEAR          | —         | MPC                           |
| 61817      | 2000 QV190 | 26 ago 2000 | Socorro       | LINEAR          | —         | MPC                           |
| 61818      | 2000 QW190 | 26 ago 2000 | Socorro       | LINEAR          | —         | MPC                           |
| 61819      | 2000 QT191 | 26 ago 2000 | Socorro       | LINEAR          | —         | MPC                           |
| 61820      | 2000 QV191 | 26 ago 2000 | Socorro       | LINEAR          | —         | MPC                           |
| 61821      | 2000 QW191 | 26 ago 2000 | Socorro       | LINEAR          | —         | MPC                           |
| 61822      | 2000 QF192 | 26 ago 2000 | Socorro       | LINEAR          | —         | MPC                           |
| 61823      | 2000 QF193 | 29 ago 2000 | Socorro       | LINEAR          | —         | MPC                           |
| 61824      | 2000 QU193 | 29 ago 2000 | Socorro       | LINEAR          | —         | MPC                           |
| 61825      | 2000 QV193 | 29 ago 2000 | Socorro       | LINEAR          | —         | MPC                           |
| 61826      | 2000 QC194 | 31 ago 2000 | Socorro       | LINEAR          | —         | MPC                           |
| 61827      | 2000 QZ194 | 26 ago 2000 | Socorro       | LINEAR          | —         | MPC                           |
| 61828      | 2000 QC195 | 26 ago 2000 | Socorro       | LINEAR          | —         | MPC                           |
| 61829      | 2000 QL195 | 26 ago 2000 | Socorro       | LINEAR          | —         | MPC                           |
| 61830      | 2000 QA196 | 28 ago 2000 | Socorro       | LINEAR          | —         | MPC                           |
| 61831      | 2000 QB196 | 28 ago 2000 | Socorro       | LINEAR          | —         | MPC                           |
| 61832      | 2000 QL196 | 29 ago 2000 | Socorro       | LINEAR          | —         | MPC                           |
| 61833      | 2000 QM196 | 29 ago 2000 | Socorro       | LINEAR          | —         | MPC                           |
| 61834      | 2000 QS196 | 29 ago 2000 | Socorro       | LINEAR          | —         | MPC                           |
| 61835      | 2000 QX196 | 29 ago 2000 | Socorro       | LINEAR          | —         | MPC                           |
| 61836      | 2000 QA197 | 29 ago 2000 | Socorro       | LINEAR          | —         | MPC                           |
| 61837      | 2000 QC197 | 29 ago 2000 | Socorro       | LINEAR          | —         | MPC                           |
| 61838      | 2000 QL197 | 29 ago 2000 | Socorro       | LINEAR          | Themis    | MPC                           |
| 61839      | 2000 QA198 | 29 ago 2000 | Socorro       | LINEAR          | Mitidika  | MPC                           |
| 61840      | 2000 QL198 | 29 ago 2000 | Socorro       | LINEAR          | —         | MPC                           |
| 61841      | 2000 QW199 | 29 ago 2000 | Socorro       | LINEAR          | —         | MPC                           |
| 61842      | 2000 QE200 | 29 ago 2000 | Socorro       | LINEAR          | —         | MPC                           |
| 61843      | 2000 QT200 | 29 ago 2000 | Socorro       | LINEAR          | —         | MPC                           |
| 61844      | 2000 QU200 | 29 ago 2000 | Socorro       | LINEAR          | —         | MPC                           |
| 61845      | 2000 QW200 | 29 ago 2000 | Socorro       | LINEAR          | —         | MPC                           |
| 61846      | 2000 QH201 | 29 ago 2000 | Socorro       | LINEAR          | —         | MPC                           |
| 61847      | 2000 QW201 | 29 ago 2000 | Socorro       | LINEAR          | —         | MPC                           |
| 61848      | 2000 QG202 | 29 ago 2000 | Socorro       | LINEAR          | —         | MPC                           |
| 61849      | 2000 QP202 | 29 ago 2000 | Socorro       | LINEAR          | —         | MPC                           |
| 61850      | 2000 QZ202 | 29 ago 2000 | Socorro       | LINEAR          | —         | MPC                           |
| 61851      | 2000 QA204 | 29 ago 2000 | Socorro       | LINEAR          | —         | MPC                           |
| 61852      | 2000 QB204 | 29 ago 2000 | Socorro       | LINEAR          | —         | MPC                           |
| 61853      | 2000 QO204 | 31 ago 2000 | Socorro       | LINEAR          | —         | MPC                           |
| 61854      | 2000 QQ204 | 31 ago 2000 | Socorro       | LINEAR          | —         | MPC                           |
| 61855      | 2000 QE205 | 31 ago 2000 | Socorro       | LINEAR          | —         | MPC                           |
| 61856      | 2000 QJ205 | 31 ago 2000 | Socorro       | LINEAR          | —         | MPC                           |
| 61857      | 2000 QL205 | 31 ago 2000 | Socorro       | LINEAR          | —         | MPC                           |
| 61858      | 2000 QM205 | 31 ago 2000 | Socorro       | LINEAR          | —         | MPC                           |
| 61859      | 2000 QS205 | 31 ago 2000 | Socorro       | LINEAR          | —         | MPC                           |
| 61860      | 2000 QT205 | 31 ago 2000 | Socorro       | LINEAR          | —         | MPC                           |
| 61861      | 2000 QA207 | 31 ago 2000 | Socorro       | LINEAR          | —         | MPC                           |
| 61862      | 2000 QA208 | 31 ago 2000 | Socorro       | LINEAR          | Brangane  | MPC                           |
| 61863      | 2000 QJ208 | 31 ago 2000 | Socorro       | LINEAR          | Mitidika  | MPC                           |
| 61864      | 2000 QL208 | 31 ago 2000 | Socorro       | LINEAR          | —         | MPC                           |
| 61865      | 2000 QO210 | 31 ago 2000 | Socorro       | LINEAR          | —         | MPC                           |
| 61866      | 2000 QE211 | 31 ago 2000 | Socorro       | LINEAR          | —         | MPC                           |
| 61867      | 2000 QQ211 | 31 ago 2000 | Socorro       | LINEAR          | —         | MPC                           |
| 61868      | 2000 QN212 | 31 ago 2000 | Socorro       | LINEAR          | —         | MPC                           |
| 61869      | 2000 QO212 | 31 ago 2000 | Socorro       | LINEAR          | —         | MPC                           |
| 61870      | 2000 QV212 | 31 ago 2000 | Socorro       | LINEAR          | —         | MPC                           |
| 61871      | 2000 QE213 | 31 ago 2000 | Socorro       | LINEAR          | —         | MPC                           |
| 61872      | 2000 QH213 | 31 ago 2000 | Socorro       | LINEAR          | —         | MPC                           |
| 61873      | 2000 QN213 | 31 ago 2000 | Socorro       | LINEAR          | Maria     | MPC                           |
| 61874      | 2000 QX213 | 31 ago 2000 | Socorro       | LINEAR          | —         | MPC                           |
| 61875      | 2000 QS214 | 31 ago 2000 | Socorro       | LINEAR          | —         | MPC                           |
| 61876      | 2000 QN215 | 31 ago 2000 | Socorro       | LINEAR          | —         | MPC                           |
| 61877      | 2000 QU215 | 31 ago 2000 | Socorro       | LINEAR          | —         | MPC                           |
| 61878      | 2000 QD216 | 31 ago 2000 | Socorro       | LINEAR          | Brangane  | MPC                           |
| 61879      | 2000 QQ216 | 31 ago 2000 | Socorro       | LINEAR          | —         | MPC                           |
| 61880      | 2000 QC217 | 31 ago 2000 | Socorro       | LINEAR          | Brangane  | MPC                           |
| 61881      | 2000 QS217 | 31 ago 2000 | Socorro       | LINEAR          | —         | MPC                           |
| 61882      | 2000 QA218 | 31 ago 2000 | Socorro       | LINEAR          | —         | MPC                           |
| 61883      | 2000 QU218 | 20 ago 2000 | Anderson Mesa | LONEOS          | —         | MPC                           |
| 61884      | 2000 QJ219 | 20 ago 2000 | Anderson Mesa | LONEOS          | —         | MPC                           |
| 61885      | 2000 QN219 | 20 ago 2000 | Anderson Mesa | LONEOS          | —         | MPC                           |
| 61886      | 2000 QV219 | 20 ago 2000 | Anderson Mesa | LONEOS          | —         | MPC                           |
| 61887      | 2000 QF220 | 21 ago 2000 | Anderson Mesa | LONEOS          | —         | MPC                           |
| 61888      | 2000 QO220 | 21 ago 2000 | Anderson Mesa | LONEOS          | —         | MPC                           |
| 61889      | 2000 QL221 | 21 ago 2000 | Anderson Mesa | LONEOS          | —         | MPC                           |
| 61890      | 2000 QZ221 | 21 ago 2000 | Anderson Mesa | LONEOS          | —         | MPC                           |
| 61891      | 2000 QO222 | 21 ago 2000 | Anderson Mesa | LONEOS          | —         | MPC                           |
| 61892      | 2000 QQ222 | 21 ago 2000 | Anderson Mesa | LONEOS          | —         | MPC                           |
| 61893      | 2000 QX222 | 21 ago 2000 | Anderson Mesa | LONEOS          | —         | MPC                           |
| 61894      | 2000 QT224 | 26 ago 2000 | Haleakalā     | NEAT            | —         | MPC                           |
| 61895      | 2000 QV224 | 26 ago 2000 | Haleakala     | NEAT            | —         | MPC                           |
| 61896      | 2000 QG227 | 31 ago 2000 | Socorro       | LINEAR          | —         | MPC                           |
| 61897      | 2000 QY227 | 31 ago 2000 | Socorro       | LINEAR          | —         | MPC                           |
| 61898      | 2000 QZ227 | 31 ago 2000 | Socorro       | LINEAR          | —         | MPC                           |
| 61899      | 2000 QN228 | 31 ago 2000 | Socorro       | LINEAR          | —         | MPC                           |
| 61900      | 2000 QQ228 | 31 ago 2000 | Socorro       | LINEAR          | —         | MPC                           |

## 61901–62000
| Designação    | Designação | Descoberta  | Descoberta          | Descobridor(es) | Categoria | Mais informações / Referência |
| Permanente    | Provisória | Data        | Local               | Descobridor(es) | Categoria | Mais informações / Referência |
| ------------- | ---------- | ----------- | ------------------- | --------------- | --------- | ----------------------------- |
| 61901         | 2000 QX228 | 31 ago 2000 | Socorro             | LINEAR          | —         | MPC                           |
| 61902         | 2000 QH229 | 31 ago 2000 | Socorro             | LINEAR          | —         | MPC                           |
| 61903         | 2000 QA230 | 31 ago 2000 | Socorro             | LINEAR          | —         | MPC                           |
| 61904         | 2000 QD230 | 31 ago 2000 | Socorro             | LINEAR          | —         | MPC                           |
| 61905         | 2000 QF230 | 31 ago 2000 | Socorro             | LINEAR          | —         | MPC                           |
| 61906         | 2000 QJ230 | 31 ago 2000 | Socorro             | LINEAR          | —         | MPC                           |
| 61907         | 2000 QK230 | 31 ago 2000 | Socorro             | LINEAR          | Brangane  | MPC                           |
| 61908         | 2000 QT230 | 31 ago 2000 | Socorro             | LINEAR          | —         | MPC                           |
| 61909         | 2000 QR231 | 29 ago 2000 | Socorro             | LINEAR          | —         | MPC                           |
| 61910         | 2000 QW243 | 21 ago 2000 | Anderson Mesa       | LONEOS          | —         | MPC                           |
| 61911         | 2000 QP244 | 25 ago 2000 | Cerro Tololo        | M. W. Buie      | —         | MPC                           |
| 61912 Storrs  | 2000 QC247 | 27 ago 2000 | Cerro Tololo        | S. D. Kern      | —         | MPC                           |
| 61913 Lanning | 2000 QJ248 | 28 ago 2000 | Cerro Tololo        | S. D. Kern      | —         | MPC                           |
| 61914         | 2000 RK    | 1 set 2000  | Socorro             | LINEAR          | —         | MPC                           |
| 61915         | 2000 RO    | 1 set 2000  | Socorro             | LINEAR          | —         | MPC                           |
| 61916         | 2000 RB1   | 1 set 2000  | Socorro             | LINEAR          | —         | MPC                           |
| 61917         | 2000 RH1   | 1 set 2000  | Socorro             | LINEAR          | —         | MPC                           |
| 61918         | 2000 RR1   | 1 set 2000  | Socorro             | LINEAR          | —         | MPC                           |
| 61919         | 2000 RU1   | 1 set 2000  | Socorro             | LINEAR          | —         | MPC                           |
| 61920         | 2000 RV1   | 1 set 2000  | Socorro             | LINEAR          | —         | MPC                           |
| 61921         | 2000 RW1   | 1 set 2000  | Socorro             | LINEAR          | —         | MPC                           |
| 61922         | 2000 RA2   | 1 set 2000  | Socorro             | LINEAR          | —         | MPC                           |
| 61923         | 2000 RF2   | 1 set 2000  | Socorro             | LINEAR          | —         | MPC                           |
| 61924         | 2000 RL2   | 1 set 2000  | Socorro             | LINEAR          | Ursula    | MPC                           |
| 61925         | 2000 RA3   | 1 set 2000  | Socorro             | LINEAR          | —         | MPC                           |
| 61926         | 2000 RN3   | 1 set 2000  | Socorro             | LINEAR          | Brangane  | MPC                           |
| 61927         | 2000 RZ3   | 1 set 2000  | Socorro             | LINEAR          | —         | MPC                           |
| 61928         | 2000 RP4   | 1 set 2000  | Socorro             | LINEAR          | Eos       | MPC                           |
| 61929         | 2000 RB5   | 1 set 2000  | Socorro             | LINEAR          | —         | MPC                           |
| 61930         | 2000 RP5   | 1 set 2000  | Socorro             | LINEAR          | —         | MPC                           |
| 61931         | 2000 RS5   | 1 set 2000  | Socorro             | LINEAR          | —         | MPC                           |
| 61932         | 2000 RN6   | 1 set 2000  | Socorro             | LINEAR          | —         | MPC                           |
| 61933         | 2000 RR6   | 1 set 2000  | Socorro             | LINEAR          | —         | MPC                           |
| 61934         | 2000 RA7   | 1 set 2000  | Socorro             | LINEAR          | —         | MPC                           |
| 61935         | 2000 RT7   | 1 set 2000  | Socorro             | LINEAR          | Ursula    | MPC                           |
| 61936         | 2000 RZ7   | 1 set 2000  | Socorro             | LINEAR          | —         | MPC                           |
| 61937         | 2000 RK9   | 1 set 2000  | Socorro             | LINEAR          | —         | MPC                           |
| 61938         | 2000 RT9   | 1 set 2000  | Socorro             | LINEAR          | —         | MPC                           |
| 61939         | 2000 RA11  | 1 set 2000  | Socorro             | LINEAR          | —         | MPC                           |
| 61940         | 2000 RB11  | 1 set 2000  | Socorro             | LINEAR          | —         | MPC                           |
| 61941         | 2000 RE11  | 1 set 2000  | Socorro             | LINEAR          | —         | MPC                           |
| 61942         | 2000 RP12  | 2 set 2000  | Višnjan Observatory | K. Korlević     | —         | MPC                           |
| 61943         | 2000 RT12  | 1 set 2000  | Socorro             | LINEAR          | —         | MPC                           |
| 61944         | 2000 RM13  | 1 set 2000  | Socorro             | LINEAR          | —         | MPC                           |
| 61945         | 2000 RO13  | 1 set 2000  | Socorro             | LINEAR          | Brangane  | MPC                           |
| 61946         | 2000 RQ13  | 1 set 2000  | Socorro             | LINEAR          | Phocaea   | MPC                           |
| 61947         | 2000 RG14  | 1 set 2000  | Socorro             | LINEAR          | Brangane  | MPC                           |
| 61948         | 2000 RA15  | 1 set 2000  | Socorro             | LINEAR          | —         | MPC                           |
| 61949         | 2000 RL16  | 1 set 2000  | Socorro             | LINEAR          | —         | MPC                           |
| 61950         | 2000 RQ16  | 1 set 2000  | Socorro             | LINEAR          | —         | MPC                           |
| 61951         | 2000 RE17  | 1 set 2000  | Socorro             | LINEAR          | —         | MPC                           |
| 61952         | 2000 RG17  | 1 set 2000  | Socorro             | LINEAR          | —         | MPC                           |
| 61953         | 2000 RK17  | 1 set 2000  | Socorro             | LINEAR          | Brangane  | MPC                           |
| 61954         | 2000 RB18  | 1 set 2000  | Socorro             | LINEAR          | —         | MPC                           |
| 61955         | 2000 RK18  | 1 set 2000  | Socorro             | LINEAR          | —         | MPC                           |
| 61956         | 2000 RS18  | 1 set 2000  | Socorro             | LINEAR          | —         | MPC                           |
| 61957         | 2000 RE19  | 1 set 2000  | Socorro             | LINEAR          | —         | MPC                           |
| 61958         | 2000 RR19  | 1 set 2000  | Socorro             | LINEAR          | —         | MPC                           |
| 61959         | 2000 RS19  | 1 set 2000  | Socorro             | LINEAR          | —         | MPC                           |
| 61960         | 2000 RV19  | 1 set 2000  | Socorro             | LINEAR          | —         | MPC                           |
| 61961         | 2000 RC20  | 1 set 2000  | Socorro             | LINEAR          | Brangane  | MPC                           |
| 61962         | 2000 RV20  | 1 set 2000  | Socorro             | LINEAR          | —         | MPC                           |
| 61963         | 2000 RY20  | 1 set 2000  | Socorro             | LINEAR          | —         | MPC                           |
| 61964         | 2000 RQ21  | 1 set 2000  | Socorro             | LINEAR          | —         | MPC                           |
| 61965         | 2000 RS22  | 1 set 2000  | Socorro             | LINEAR          | Brangane  | MPC                           |
| 61966         | 2000 RU22  | 1 set 2000  | Socorro             | LINEAR          | —         | MPC                           |
| 61967         | 2000 RV23  | 1 set 2000  | Socorro             | LINEAR          | —         | MPC                           |
| 61968         | 2000 RW23  | 1 set 2000  | Socorro             | LINEAR          | —         | MPC                           |
| 61969         | 2000 RG24  | 1 set 2000  | Socorro             | LINEAR          | —         | MPC                           |
| 61970         | 2000 RV24  | 1 set 2000  | Socorro             | LINEAR          | Brangane  | MPC                           |
| 61971         | 2000 RW24  | 1 set 2000  | Socorro             | LINEAR          | —         | MPC                           |
| 61972         | 2000 RB26  | 1 set 2000  | Socorro             | LINEAR          | —         | MPC                           |
| 61973         | 2000 RY26  | 1 set 2000  | Socorro             | LINEAR          | Brangane  | MPC                           |
| 61974         | 2000 RC27  | 1 set 2000  | Socorro             | LINEAR          | —         | MPC                           |
| 61975         | 2000 RJ27  | 1 set 2000  | Socorro             | LINEAR          | Brangane  | MPC                           |
| 61976         | 2000 RS27  | 1 set 2000  | Socorro             | LINEAR          | —         | MPC                           |
| 61977         | 2000 RK28  | 1 set 2000  | Socorro             | LINEAR          | —         | MPC                           |
| 61978         | 2000 RN28  | 1 set 2000  | Socorro             | LINEAR          | —         | MPC                           |
| 61979         | 2000 RO28  | 1 set 2000  | Socorro             | LINEAR          | —         | MPC                           |
| 61980         | 2000 RZ29  | 1 set 2000  | Socorro             | LINEAR          | —         | MPC                           |
| 61981         | 2000 RB30  | 1 set 2000  | Socorro             | LINEAR          | —         | MPC                           |
| 61982         | 2000 RL30  | 1 set 2000  | Socorro             | LINEAR          | —         | MPC                           |
| 61983         | 2000 RN30  | 1 set 2000  | Socorro             | LINEAR          | —         | MPC                           |
| 61984         | 2000 RR30  | 1 set 2000  | Socorro             | LINEAR          | —         | MPC                           |
| 61985         | 2000 RW30  | 1 set 2000  | Socorro             | LINEAR          | —         | MPC                           |
| 61986         | 2000 RY30  | 1 set 2000  | Socorro             | LINEAR          | —         | MPC                           |
| 61987         | 2000 RD31  | 1 set 2000  | Socorro             | LINEAR          | —         | MPC                           |
| 61988         | 2000 RN32  | 1 set 2000  | Socorro             | LINEAR          | —         | MPC                           |
| 61989         | 2000 RP32  | 1 set 2000  | Socorro             | LINEAR          | —         | MPC                           |
| 61990         | 2000 RG33  | 1 set 2000  | Socorro             | LINEAR          | —         | MPC                           |
| 61991         | 2000 RL33  | 1 set 2000  | Socorro             | LINEAR          | —         | MPC                           |
| 61992         | 2000 RN33  | 1 set 2000  | Socorro             | LINEAR          | —         | MPC                           |
| 61993         | 2000 RR33  | 1 set 2000  | Socorro             | LINEAR          | —         | MPC                           |
| 61994         | 2000 RT33  | 1 set 2000  | Socorro             | LINEAR          | —         | MPC                           |
| 61995         | 2000 RG34  | 1 set 2000  | Socorro             | LINEAR          | —         | MPC                           |
| 61996         | 2000 RO34  | 1 set 2000  | Socorro             | LINEAR          | —         | MPC                           |
| 61997         | 2000 RR34  | 1 set 2000  | Socorro             | LINEAR          | —         | MPC                           |
| 61998         | 2000 RT34  | 1 set 2000  | Socorro             | LINEAR          | —         | MPC                           |
| 61999         | 2000 RT35  | 2 set 2000  | Socorro             | LINEAR          | —         | MPC                           |
| 62000         | 2000 RA36  | 3 set 2000  | Kitt Peak           | Spacewatch      | —         | MPC                           |